# Phase de groupes de la Ligue Europa 2011-2012

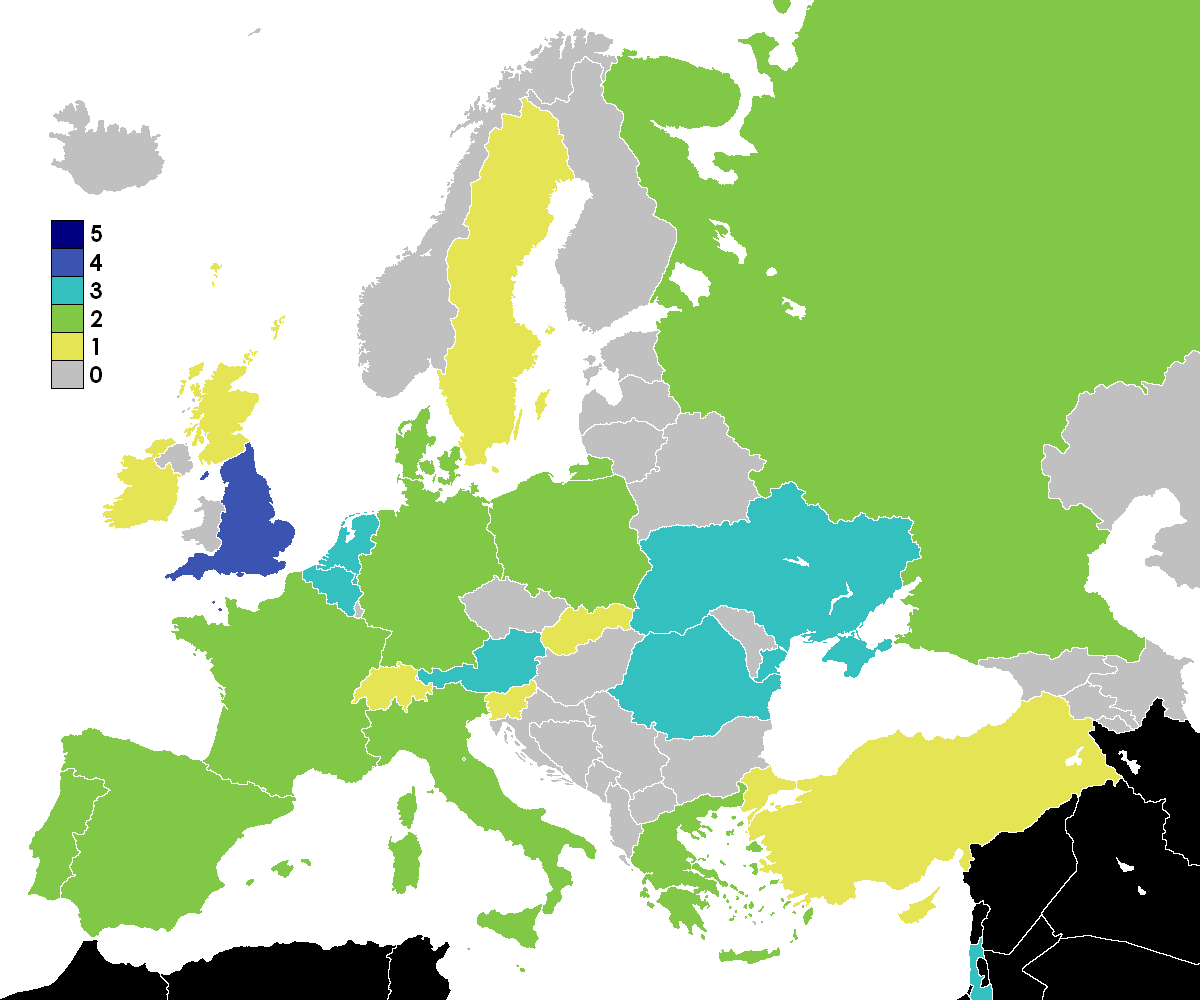
Nombre d'équipes engagées par pays en Ligue Europa 2011-2012.

Cet article présente les résultats détaillés de la phase de groupes de l'édition 2011-2012 de la Ligue Europa.

## Qualification et répartition
Selon le règlement, une place est prévue au tenant du titre, dix à chacun des perdants des barrages de la Ligue des champions, et trente-sept à chacun des vainqueurs des barrages de la Ligue Europa. Le FC Porto étant vainqueur de l'édition précédente mais qualifié pour la Ligue des champions, un 38e barrage est mis en place.
Les 48 équipes sont réparties en douze groupes de quatre et s'affrontent dans des mini-championnats similaire aux groupes de la Ligue des champions. Les deux meilleures équipes de chaque groupe, soit un total de vingt-quatre équipes, se qualifient pour les seizièmes de finale où elles sont rejointes par les huit repêchés de la phase de groupes de la Ligue des champions 2011-2012. Les 4 meilleurs repêchés et les 12 premiers des groupes joueront le match retour des seizièmes de finale à domicile.
Pour la répartition des clubs dans les douze groupes, l'UEFA s'est servie du coefficient UEFA. Les 48 équipes sont réparties par niveau en quatre pots. Un groupe est composé d'une équipe provenant de chaque pot.
| Groupe | Pot 1              | Pot 2             | Pot 3              | Pot 4                |
| ------ | ------------------ | ----------------- | ------------------ | -------------------- |
| A      | Tottenham          | Rubin Kazan       | PAOK Salonique     | Shamrock Rovers      |
| B      | FC Copenhague      | Standard de Liège | Hanovre 96         | Vorskla Poltava      |
| C      | PSV Eindhoven      | Hapoël Tel-Aviv   | Rapid Bucarest     | Legia Varsovie       |
| D      | Sporting Portugal  | Lazio Rome        | FC Zurich          | FC Vaslui            |
| E      | Dynamo Kiev        | Beşiktaş          | Stoke City         | Maccabi Tel-Aviv     |
| F      | Paris SG           | Athletic Bilbao   | Red Bull Salzbourg | ŠK Slovan Bratislava |
| G      | AZ Alkmaar         | Metalist Kharkiv  | Austria Vienne     | Malmö FF             |
| H      | Sporting Braga     | Club Bruges       | Birmingham City    | NK Maribor           |
| I      | Atlético de Madrid | Udinese           | Stade rennais      | FC Sion,             |
| J      | Schalke 04         | Steaua Bucarest   | Maccabi Haïfa      | AEK Larnaca          |
| K      | FC Twente          | Fulham            | OB Odense          | Wisła Cracovie       |
| L      | RSC Anderlecht     | AEK Athènes       | Lokomotiv Moscou   | Sturm Graz           |

## Critères de départage
Si deux équipes ou plus sont à égalité de points à l'issue des matchs de groupe, les critères suivants sont appliqués dans l'ordre pour départager :
1. plus grand nombre de points « particuliers » (obtenus dans les matchs de groupe disputés entre les équipes concernées);
2. meilleure différence de buts « particulière » (dans les matchs de groupe disputés entre les équipes concernées);
3. plus grand nombre de buts marqués à l’extérieur dans les matchs de groupe disputés entre les équipes concernées;
4. meilleure différence de buts sur tous les matchs de groupe;
5. plus grand nombre de buts marqués;
6. plus grand nombre de points au coefficient UEFA.

Légende des classements
- Qualification pour les seizièmes de finale

Légende des résultats
- Victoire à domicile
- Match nul
- Victoire à l'extérieur

## Groupe A
| Rang | Équipe          | Pts | J | G | N | P | Bp | Bc | Diff |  | Résultats (▼ dom., ► ext.) |     |     |     |     |
| ---- | --------------- | --- | - | - | - | - | -- | -- | ---- |  | -------------------------- | --- | --- | --- | --- |
| 1    | PAOK Salonique  | 12  | 6 | 3 | 3 | 0 | 10 | 6  | +4   |  | PAOK Salonique             |     | 1-1 | 0-0 | 2-1 |
| 2    | Rubin Kazan     | 11  | 6 | 3 | 2 | 1 | 11 | 5  | +6   |  | Rubin Kazan                | 2-2 |     | 1-0 | 4-1 |
| 3    | Tottenham       | 10  | 6 | 3 | 1 | 2 | 9  | 4  | +5   |  | Tottenham                  | 1-2 | 1-0 |     | 3-1 |
| 4    | Shamrock Rovers | 0   | 6 | 0 | 0 | 6 | 4  | 19 | -15  |  | Shamrock Rovers            | 1-3 | 0-3 | 0-4 |     |

| 1re journée                    | PAOK Salonique | 0 - 0 | Tottenham | Stade de Toúmba, Thessalonique                 |                                                |
| 15 septembre 2011 19h00 (CEST) |                |       |           | Spectateurs : 24 645 Arbitrage : Milorad Mazic | Spectateurs : 24 645 Arbitrage : Milorad Mazic |
| 15 septembre 2011 19h00 (CEST) | Rapport        |       |           | Spectateurs : 24 645 Arbitrage : Milorad Mazic | Spectateurs : 24 645 Arbitrage : Milorad Mazic |

|  | Shamrock Rovers | 0 - 3   | Rubin Kazan                            | Tallaght Stadium, Dublin                    |                                             |
|  |                 | (0 - 1) | Martins 3e · Noboa 50e · Karadeniz 60e | Spectateurs : 6 920 Arbitrage : Zsolt Szabó | Spectateurs : 6 920 Arbitrage : Zsolt Szabó |
|  | Rapport         |         |                                        | Spectateurs : 6 920 Arbitrage : Zsolt Szabó | Spectateurs : 6 920 Arbitrage : Zsolt Szabó |

| 2e journée                     | Rubin Kazan              | 2 - 2   | PAOK Salonique                 | Stade central, Kazan                            |                                                 |
| 29 septembre 2011 18h00 (CEST) | Natkho 52e · Dyadyun 66e | (0 - 1) | Athanasiádis 23e · Fotakis 81e | Spectateurs : 14 350 Arbitrage : Martin Hansson | Spectateurs : 14 350 Arbitrage : Martin Hansson |
| 29 septembre 2011 18h00 (CEST) | Rapport                  |         |                                | Spectateurs : 14 350 Arbitrage : Martin Hansson | Spectateurs : 14 350 Arbitrage : Martin Hansson |

|              | Tottenham                                     | 3 - 1   | Shamrock Rovers | White Hart Lane, Londres                           |                                                    |
| 21h05 (CEST) | Pavlyuchenko 60e · Defoe 62e · Dos Santos 66e | (0 - 0) | Rice 50e        | Spectateurs : 24 782 Arbitrage : Gediminas Mažeika | Spectateurs : 24 782 Arbitrage : Gediminas Mažeika |
| 21h05 (CEST) | Rapport                                       |         |                 | Spectateurs : 24 782 Arbitrage : Gediminas Mažeika | Spectateurs : 24 782 Arbitrage : Gediminas Mažeika |

| 3e journée                   | Tottenham        | 1 - 0   | Rubin Kazan | White Hart Lane, Londres                         |                                                  |
| 20 octobre 2011 21h05 (CEST) | Pavlyuchenko 33e | (1 - 0) |             | Spectateurs : 24 058 Arbitrage : Manuel De Sousa | Spectateurs : 24 058 Arbitrage : Manuel De Sousa |
| 20 octobre 2011 21h05 (CEST) | Rapport          |         |             | Spectateurs : 24 058 Arbitrage : Manuel De Sousa | Spectateurs : 24 058 Arbitrage : Manuel De Sousa |

|  | PAOK Salonique            | 2 - 1   | Shamrock Rovers | Stade de Toúmba, Thessalonique               |                                              |
|  | Lazăr 12e · Vieirinha 63e | (1 - 0) | Sheppard 48e    | Spectateurs : 12 776 Arbitrage : Tony Asumaa | Spectateurs : 12 776 Arbitrage : Tony Asumaa |
|  | Rapport                   |         |                 | Spectateurs : 12 776 Arbitrage : Tony Asumaa | Spectateurs : 12 776 Arbitrage : Tony Asumaa |

| 4e journée                  | Rubin Kazan | 1 - 0   | Tottenham | Stade central, Kazan                           |                                                |
| 3 novembre 2011 18h00 (CET) | Natkho 55e  | (0 - 0) |           | Spectateurs : 21 250 Arbitrage : Florian Meyer | Spectateurs : 21 250 Arbitrage : Florian Meyer |
| 3 novembre 2011 18h00 (CET) | Rapport     |         |           | Spectateurs : 21 250 Arbitrage : Florian Meyer | Spectateurs : 21 250 Arbitrage : Florian Meyer |

|             | Shamrock Rovers | 1 - 3   | PAOK Salonique                   | Tallaght Stadium, Dublin                    |                                             |
| 19h00 (CET) | Dennehy 51e     | (0 - 3) | Salpingídis 7e 38e · Fotakis 36e | Spectateurs : 6 124 Arbitrage : Zsolt Szabó | Spectateurs : 6 124 Arbitrage : Zsolt Szabó |
| 19h00 (CET) | Rapport         |         |                                  | Spectateurs : 6 124 Arbitrage : Zsolt Szabó | Spectateurs : 6 124 Arbitrage : Zsolt Szabó |

| 5e journée                   | Rubin Kazan                               | 4 - 1   | Shamrock Rovers | Stade central, Kazan                            |                                                 |
| 30 novembre 2011 18h00 (CET) | Valdez 10e 51e · Natkho 36e · Martins 62e | (2 - 1) | Oman 12e        | Spectateurs : 15 740 Arbitrage : Harald Lechner | Spectateurs : 15 740 Arbitrage : Harald Lechner |
| 30 novembre 2011 18h00 (CET) | Rapport                                   |         |                 | Spectateurs : 15 740 Arbitrage : Harald Lechner | Spectateurs : 15 740 Arbitrage : Harald Lechner |

|             | Tottenham         | 1 - 2   | PAOK Salonique                                     | White Hart Lane, Londres                     |                                              |
| 21h05 (CET) | Modrić 38e (pen.) | (1 - 2) | Salpingídis 6e · Athanasiádis 13e · Stafylídis 37e | Spectateurs : 26 229 Arbitrage : Bas Nijhuis | Spectateurs : 26 229 Arbitrage : Bas Nijhuis |
| 21h05 (CET) | Rapport           |         |                                                    | Spectateurs : 26 229 Arbitrage : Bas Nijhuis | Spectateurs : 26 229 Arbitrage : Bas Nijhuis |

| 6e journée                   | PAOK Salonique       | 1 - 1   | Rubin Kazan               | Stade de Toúmba, Thessalonique                  |                                                 |
| 15 décembre 2011 19h00 (CET) | Vieirinha 15e (pen.) | (1 - 0) | Ryzhikov 13e · Valdez 48e | Spectateurs : 15 625 Arbitrage : Daniele Orsato | Spectateurs : 15 625 Arbitrage : Daniele Orsato |
| 15 décembre 2011 19h00 (CET) | Rapport              |         |                           | Spectateurs : 15 625 Arbitrage : Daniele Orsato | Spectateurs : 15 625 Arbitrage : Daniele Orsato |

|  | Shamrock Rovers | 0 - 4   | Tottenham                                           | Tallaght Stadium, Dublin                       |                                                |
|  |                 | (0 - 3) | Pienaar 29e · Townsend 38e · Defoe 45e · Kane 90+1e | Spectateurs : 8 500 Arbitrage : Stephan Studer | Spectateurs : 8 500 Arbitrage : Stephan Studer |
|  | Rapport         |         |                                                     | Spectateurs : 8 500 Arbitrage : Stephan Studer | Spectateurs : 8 500 Arbitrage : Stephan Studer |

## Groupe B
| Rang | Équipe            | Pts | J | G | N | P | Bp | Bc | Diff |  | Résultats (▼ dom., ► ext.) |     |     |     |     |
| ---- | ----------------- | --- | - | - | - | - | -- | -- | ---- |  | -------------------------- | --- | --- | --- | --- |
| 1    | Standard de Liège | 14  | 6 | 4 | 2 | 0 | 9  | 1  | +8   |  | Standard de Liège          |     | 2-0 | 3-0 | 0-0 |
| 2    | Hanovre 96        | 11  | 6 | 3 | 2 | 1 | 9  | 7  | +2   |  | Hanovre 96                 | 0-0 |     | 2-2 | 3-1 |
| 3    | FC Copenhague     | 5   | 6 | 1 | 2 | 3 | 5  | 9  | -4   |  | FC Copenhague              | 0-1 | 1-2 |     | 1-0 |
| 4    | Vorskla Poltava   | 2   | 6 | 0 | 2 | 4 | 4  | 10 | -6   |  | Vorskla Poltava            | 1-3 | 1-2 | 1-1 |     |

| 1re journée                    | Hanovre 96 | 0 - 0 | Standard de Liège | AWD-Arena, Hanovre                                  |                                                     |
| 15 septembre 2011 19h00 (CEST) |            |       |                   | Spectateurs : 42 500 Arbitrage : Aleksandar Stavrev | Spectateurs : 42 500 Arbitrage : Aleksandar Stavrev |
| 15 septembre 2011 19h00 (CEST) | Rapport    |       |                   | Spectateurs : 42 500 Arbitrage : Aleksandar Stavrev | Spectateurs : 42 500 Arbitrage : Aleksandar Stavrev |

|  | FC Copenhague         | 1 - 0   | Vorskla Poltava | Parken Stadium, Copenhague                         |                                                    |
|  | Nordstrand 54e (pen.) | (0 - 0) |                 | Spectateurs : 10 420 Arbitrage : Stanislav Todorov | Spectateurs : 10 420 Arbitrage : Stanislav Todorov |
|  | Rapport               |         |                 | Spectateurs : 10 420 Arbitrage : Stanislav Todorov | Spectateurs : 10 420 Arbitrage : Stanislav Todorov |

| 2e journée                     | Vorskla Poltava | 1 - 2   | Hanovre 96                  | Stade Butovsky Vorskla, Poltava                     |                                                     |
| 29 septembre 2011 21h05 (CEST) | Chesnakov 50e   | (0 - 2) | Abdellaoue 32e · Pander 44e | Spectateurs : 11 000 Arbitrage : Kristinn Jakobsson | Spectateurs : 11 000 Arbitrage : Kristinn Jakobsson |
| 29 septembre 2011 21h05 (CEST) | Rapport         |         |                             | Spectateurs : 11 000 Arbitrage : Kristinn Jakobsson | Spectateurs : 11 000 Arbitrage : Kristinn Jakobsson |

|  | Standard de Liège                  | 3 - 0   | FC Copenhague | Stade Maurice Dufrasne, Liège                      |                                                    |
|  | Seijas 57e · Felipe 72e · Kanu 79e | (0 - 0) |               | Spectateurs : 13 368 Arbitrage : Anastassios Kakos | Spectateurs : 13 368 Arbitrage : Anastassios Kakos |
|  | Rapport                            |         |               | Spectateurs : 13 368 Arbitrage : Anastassios Kakos | Spectateurs : 13 368 Arbitrage : Anastassios Kakos |

| 3e journée                   | Standard de Liège | 0 - 0 | Vorskla Poltava | Stade Maurice Dufrasne, Liège                    |                                                  |
| 20 octobre 2011 21h05 (CEST) |                   |       |                 | Spectateurs : 13 496 Arbitrage : Simon Lee Evans | Spectateurs : 13 496 Arbitrage : Simon Lee Evans |
| 20 octobre 2011 21h05 (CEST) | Rapport           |       |                 | Spectateurs : 13 496 Arbitrage : Simon Lee Evans | Spectateurs : 13 496 Arbitrage : Simon Lee Evans |

|  | Hanovre 96             | 2 - 2   | FC Copenhague           | AWD-Arena, Hanovre                               |                                                  |
|  | Pander 29e · Pinto 82e | (1 - 0) | N'Doye 68e · Santin 89e | Spectateurs : 43 100 Arbitrage : Laurent Duhamel | Spectateurs : 43 100 Arbitrage : Laurent Duhamel |
|  | Rapport                |         |                         | Spectateurs : 43 100 Arbitrage : Laurent Duhamel | Spectateurs : 43 100 Arbitrage : Laurent Duhamel |

| 4e journée                  | Vorskla Poltava | 1 - 3   | Standard de Liège                  | Stade Butovsky Vorskla, Poltava               |                                               |
| 3 novembre 2011 19h00 (CET) | Kurylov 5e      | (1 - 2) | Seijas 17e · Kanu 45e · Tchité 74e | Spectateurs : 8 000 Arbitrage : Libor Kovarik | Spectateurs : 8 000 Arbitrage : Libor Kovarik |
| 3 novembre 2011 19h00 (CET) | Rapport         |         |                                    | Spectateurs : 8 000 Arbitrage : Libor Kovarik | Spectateurs : 8 000 Arbitrage : Libor Kovarik |

|  | FC Copenhague | 1 - 2   | Hanovre 96                   | Parken Stadium, Copenhague                      |                                                 |
|  | N'Doye 67e    | (0 - 0) | Schlaudraff 71e · Stindl 75e | Spectateurs : 27 853 Arbitrage : Eric Braamhaar | Spectateurs : 27 853 Arbitrage : Eric Braamhaar |
|  | Rapport       |         |                              | Spectateurs : 27 853 Arbitrage : Eric Braamhaar | Spectateurs : 27 853 Arbitrage : Eric Braamhaar |

| 5e journée                   | Standard de Liège         | 2 - 0   | Hanovre 96 | Stade Maurice Dufrasne, Liège                   |                                                 |
| 30 novembre 2011 21h05 (CET) | Tchité 26e · Cyriaque 59e | (1 - 0) |            | Spectateurs : 18 104 Arbitrage : Antonio Damato | Spectateurs : 18 104 Arbitrage : Antonio Damato |
| 30 novembre 2011 21h05 (CET) | Rapport                   |         |            | Spectateurs : 18 104 Arbitrage : Antonio Damato | Spectateurs : 18 104 Arbitrage : Antonio Damato |

|  | Vorskla Poltava  | 1 - 1   | FC Copenhague | Stade Butovsky Vorskla, Poltava                  |                                                  |
|  | N'Doye 31e (csc) | (1 - 1) | N'Doye 37e    | Spectateurs : 3 000 Arbitrage : Aleksei Kulbakov | Spectateurs : 3 000 Arbitrage : Aleksei Kulbakov |
|  | Rapport          |         |               | Spectateurs : 3 000 Arbitrage : Aleksei Kulbakov | Spectateurs : 3 000 Arbitrage : Aleksei Kulbakov |

| 6e journée                   | Hanovre 96                              | 3 - 1   | Vorskla Poltava    | AWD-Arena, Hanovre                                |                                                   |
| 15 décembre 2011 19h00 (CET) | Rausch 25e · Konan Ya 33e · Sobiech 78e | (2 - 1) | Bezus 45+1e (pen.) | Spectateurs : 42 000 Arbitrage : Leontios Trattou | Spectateurs : 42 000 Arbitrage : Leontios Trattou |
| 15 décembre 2011 19h00 (CET) | Rapport                                 |         |                    | Spectateurs : 42 000 Arbitrage : Leontios Trattou | Spectateurs : 42 000 Arbitrage : Leontios Trattou |

|  | FC Copenhague | 0 - 1   | Standard de Liège | Parken Stadium, Copenhague                    |                                               |
|  |               | (0 - 1) | Batshuayi 31e     | Spectateurs : 9 722 Arbitrage : Hüseyin Göçek | Spectateurs : 9 722 Arbitrage : Hüseyin Göçek |
|  | Rapport       |         |                   | Spectateurs : 9 722 Arbitrage : Hüseyin Göçek | Spectateurs : 9 722 Arbitrage : Hüseyin Göçek |

## Groupe C
| Rang | Équipe          | Pts | J | G | N | P | Bp | Bc | Diff |  | Résultats (▼ dom., ► ext.) |     |     |     |     |
| ---- | --------------- | --- | - | - | - | - | -- | -- | ---- |  | -------------------------- | --- | --- | --- | --- |
| 1    | PSV Eindhoven   | 16  | 6 | 5 | 1 | 0 | 13 | 5  | +8   |  | PSV Eindhoven              |     | 1-0 | 3-3 | 2-1 |
| 2    | Legia Varsovie  | 9   | 6 | 3 | 0 | 3 | 7  | 9  | -2   |  | Legia Varsovie             | 0-2 |     | 3-2 | 3-1 |
| 3    | Hapoël Tel-Aviv | 7   | 6 | 2 | 1 | 3 | 10 | 9  | +1   |  | Hapoël Tel-Aviv            | 0-1 | 2-0 |     | 0-1 |
| 4    | Rapid Bucarest  | 3   | 6 | 1 | 0 | 5 | 5  | 12 | -7   |  | Rapid Bucarest             | 1-3 | 0-1 | 1-3 |     |

| 1re journée                    | Hapoël Tel-Aviv | 0 - 1   | Rapid Bucarest        | Bloomfield Stadium, Tel-Aviv                  |                                               |
| 15 septembre 2011 19h00 (CEST) | Yadin 90e       | (0 - 0) | Herea 55e · Surdu 90e | Spectateurs : 7 700 Arbitrage : Hannes Kaasik | Spectateurs : 7 700 Arbitrage : Hannes Kaasik |
| 15 septembre 2011 19h00 (CEST) | Rapport         |         |                       | Spectateurs : 7 700 Arbitrage : Hannes Kaasik | Spectateurs : 7 700 Arbitrage : Hannes Kaasik |

|  | PSV Eindhoven | 1 - 0   | Legia Varsovie | Philips Stadion, Eindhoven                  |                                             |
|  | Mertens 21e   | (1 - 0) |                | Spectateurs : 13 000 Arbitrage : Istvan Vad | Spectateurs : 13 000 Arbitrage : Istvan Vad |
|  | Rapport       |         |                | Spectateurs : 13 000 Arbitrage : Istvan Vad | Spectateurs : 13 000 Arbitrage : Istvan Vad |

| 2e journée                     | Legia Varsovie                                    | 3 - 2   | Hapoël Tel-Aviv      | Pepsi Arena, Varsovie                         |                                               |
| 29 septembre 2011 21h05 (CEST) | Ljuboja 67e · Komorowski 72e (pen.) · Radović 89e | (0 - 1) | Tamuz 34e · Lala 79e | Spectateurs : 21 217 Arbitrage : Said Ennjimi | Spectateurs : 21 217 Arbitrage : Said Ennjimi |
| 29 septembre 2011 21h05 (CEST) | Rapport                                           |         |                      | Spectateurs : 21 217 Arbitrage : Said Ennjimi | Spectateurs : 21 217 Arbitrage : Said Ennjimi |

|  | Rapid Bucarest | 1 - 3   | PSV Eindhoven                           | Stadionul Naţional, Bucarest                   |                                                |
|  | Alexa 28e      | (1 - 1) | Bouma 43e · Toivonen 79e · Matavž 90+2e | Spectateurs : 21 320 Arbitrage : Fredy Fautrel | Spectateurs : 21 320 Arbitrage : Fredy Fautrel |
|  | Rapport        |         |                                         | Spectateurs : 21 320 Arbitrage : Fredy Fautrel | Spectateurs : 21 320 Arbitrage : Fredy Fautrel |

| 3e journée                   | Rapid Bucarest | 0 - 1   | Legia Varsovie | Stadionul Naţional, Bucarest                                |                                                             |
| 20 octobre 2011 21h05 (CEST) |                | (0 - 0) | Radović 73e    | Spectateurs : 13 726 Arbitrage : Fernando Teixeira Vitienes | Spectateurs : 13 726 Arbitrage : Fernando Teixeira Vitienes |
| 20 octobre 2011 21h05 (CEST) | Rapport        |         |                | Spectateurs : 13 726 Arbitrage : Fernando Teixeira Vitienes | Spectateurs : 13 726 Arbitrage : Fernando Teixeira Vitienes |

|  | Hapoël Tel-Aviv | 0 - 1   | PSV Eindhoven        | Bloomfield Stadium, Tel-Aviv                   |                                                |
|  |                 | (0 - 0) | Wijnaldum 70e (pen.) | Spectateurs : 9 468 Arbitrage : Sergei Karasev | Spectateurs : 9 468 Arbitrage : Sergei Karasev |
|  | Rapport         |         |                      | Spectateurs : 9 468 Arbitrage : Sergei Karasev | Spectateurs : 9 468 Arbitrage : Sergei Karasev |

| 4e journée                  | Legia Varsovie                                  | 3 - 1   | Rapid Bucarest                | Pepsi Arena, Varsovie                               |                                                     |
| 3 novembre 2011 19h00 (CET) | Radović 54e 69e · Gol 69e, 80e · Kucharczyk 90e | (0 - 0) | Alexa 15e, 26e · Teixeira 65e | Spectateurs : 30 786 Arbitrage : Stefan Johannesson | Spectateurs : 30 786 Arbitrage : Stefan Johannesson |
| 3 novembre 2011 19h00 (CET) | Rapport                                         |         |                               | Spectateurs : 30 786 Arbitrage : Stefan Johannesson | Spectateurs : 30 786 Arbitrage : Stefan Johannesson |

|  | PSV Eindhoven                                | 3 - 3   | Hapoël Tel-Aviv                               | Philips Stadion, Eindhoven                      |                                                 |
|  | Wijnaldum 12e · Toivonen 59e · Strootman 87e | (1 - 2) | Damari 10e · Tamuz 33e 47e · Gordana 43e, 72e | Spectateurs : 23 500 Arbitrage : Stuart Attwell | Spectateurs : 23 500 Arbitrage : Stuart Attwell |
|  | Rapport                                      |         |                                               | Spectateurs : 23 500 Arbitrage : Stuart Attwell | Spectateurs : 23 500 Arbitrage : Stuart Attwell |

| 5e journée                   | Rapid Bucarest  | 1 - 3   | Hapoël Tel-Aviv                              | Stadionul Naţional, Bucarest                |                                             |
| 30 novembre 2011 21h05 (CET) | Deac 43e (pen.) | (1 - 3) | Igiebor 12e · Tamuz 39e (pen.) · Toama 45+1e | Spectateurs : 4 529 Arbitrage : Zsolt Szabó | Spectateurs : 4 529 Arbitrage : Zsolt Szabó |
| 30 novembre 2011 21h05 (CET) | Rapport         |         |                                              | Spectateurs : 4 529 Arbitrage : Zsolt Szabó | Spectateurs : 4 529 Arbitrage : Zsolt Szabó |

|  | Legia Varsovie | 0 - 3   | PSV Eindhoven                                        | Pepsi Arena, Varsovie                          |                                                |
|  | Kuciak 56e     | (0 - 1) | Żewłakow 32e (csc) · Mertens 59e (pen.) · Labyad 68e | Spectateurs : 28 786 Arbitrage : Firat Aydinus | Spectateurs : 28 786 Arbitrage : Firat Aydinus |
|  | Rapport        |         |                                                      | Spectateurs : 28 786 Arbitrage : Firat Aydinus | Spectateurs : 28 786 Arbitrage : Firat Aydinus |

| 6e journée                   | Hapoël Tel-Aviv                          | 2 - 0   | Legia Varsovie | Bloomfield Stadium, Tel-Aviv |                              |
| 15 décembre 2011 19h00 (CET) | Toama 33e · Shish 45+1e, 63e · Yadin 76e | (1 - 0) |                | Arbitrage : Thomas Einwaller | Arbitrage : Thomas Einwaller |
| 15 décembre 2011 19h00 (CET) | Rapport                                  |         |                | Arbitrage : Thomas Einwaller | Arbitrage : Thomas Einwaller |

|  | PSV Eindhoven            | 2 - 1   | Rapid Bucarest | Philips Stadion, Eindhoven  |                             |
|  | Manolev 75e · Matavž 79e | (0 - 0) | Pancu 90+2e    | Arbitrage : Simon Lee Evans | Arbitrage : Simon Lee Evans |
|  | Rapport                  |         |                | Arbitrage : Simon Lee Evans | Arbitrage : Simon Lee Evans |

## Groupe D
| Rang | Équipe            | Pts | J | G | N | P | Bp | Bc | Diff |  | Résultats (▼ dom., ► ext.) |     |     |     |     |
| ---- | ----------------- | --- | - | - | - | - | -- | -- | ---- |  | -------------------------- | --- | --- | --- | --- |
| 1    | Sporting Portugal | 12  | 6 | 4 | 0 | 2 | 8  | 4  | +4   |  | Sporting Portugal          |     | 2-1 | 2-0 | 2-0 |
| 2    | Lazio Rome        | 9   | 6 | 2 | 3 | 1 | 7  | 5  | +2   |  | Lazio Rome                 | 2-0 |     | 2-2 | 1-0 |
| 3    | FC Vaslui         | 6   | 6 | 1 | 3 | 2 | 5  | 8  | -3   |  | FC Vaslui                  | 1-0 | 0-0 |     | 2-2 |
| 4    | FC Zurich         | 5   | 6 | 1 | 2 | 3 | 5  | 8  | -3   |  | FC Zurich                  | 0-2 | 1-1 | 2-0 |     |

| 1re journée                    | FC Zurich | 0 - 2   | Sporting Portugal              | Stade du Letzigrund, Zurich                     |                                                 |
| 15 septembre 2011 19h00 (CEST) |           | (0 - 2) | Insúa 4e · van Wolfswinkel 21e | Spectateurs : 10 400 Arbitrage : Pol van Boekel | Spectateurs : 10 400 Arbitrage : Pol van Boekel |
| 15 septembre 2011 19h00 (CEST) | Rapport   |         |                                | Spectateurs : 10 400 Arbitrage : Pol van Boekel | Spectateurs : 10 400 Arbitrage : Pol van Boekel |

|  | Lazio Rome                                | 2 - 2   | FC Vaslui             | Stade olympique, Rome                           |                                                 |
|  | Cissé 35e (pen.) · Zauri 61e · Sculli 71e | (1 - 0) | Wesley 59e 63e (pen.) | Spectateurs : 13 913 Arbitrage : Eric Braamhaar | Spectateurs : 13 913 Arbitrage : Eric Braamhaar |
|  | Rapport                                   |         |                       | Spectateurs : 13 913 Arbitrage : Eric Braamhaar | Spectateurs : 13 913 Arbitrage : Eric Braamhaar |

| 2e journée                     | FC Vaslui                          | 2 - 2   | FC Zurich                             | Stade Ceahlăul, Piatra Neamţ                   |                                                |
| 29 septembre 2011 21h05 (CEST) | Wesley 62e (pen.) · Temwanjera 77e | (0 - 1) | Alphonse 32e · Koch 61e · Mehmedi 79e | Spectateurs : 3 000 Arbitrage : Menashe Masiah | Spectateurs : 3 000 Arbitrage : Menashe Masiah |
| 29 septembre 2011 21h05 (CEST) | Rapport                            |         |                                       | Spectateurs : 3 000 Arbitrage : Menashe Masiah | Spectateurs : 3 000 Arbitrage : Menashe Masiah |

|  | Sporting Portugal                            | 2 - 1   | Lazio Rome | Estádio José Alvalade XXI, Lisbonne             |                                                 |
|  | Van Wolfswinkel 21e · Insúa 45+2e 45+3e, 50e | (2 - 1) | Klose 40e  | Spectateurs : 33 725 Arbitrage : Serge Gumienny | Spectateurs : 33 725 Arbitrage : Serge Gumienny |
|  | Rapport                                      |         |            | Spectateurs : 33 725 Arbitrage : Serge Gumienny | Spectateurs : 33 725 Arbitrage : Serge Gumienny |

| 3e journée                   | Sporting Portugal          | 2 - 0   | FC Vaslui  | Estádio José Alvalade XXI, Lisbonne             |                                                 |
| 20 octobre 2011 21h05 (CEST) | Evaldo 43e · Fernández 70e | (1 - 0) | Wesley 38e | Spectateurs : 28 106 Arbitrage : Clément Turpin | Spectateurs : 28 106 Arbitrage : Clément Turpin |
| 20 octobre 2011 21h05 (CEST) | Rapport                    |         |            | Spectateurs : 28 106 Arbitrage : Clément Turpin | Spectateurs : 28 106 Arbitrage : Clément Turpin |

|  | FC Zurich | 1 - 1   | Lazio Rome | Stade du Letzigrund, Zurich                |                                            |
|  | Nikci 23e | (1 - 1) | Sculli 22e | Spectateurs : 10 800 Arbitrage : Paweł Gil | Spectateurs : 10 800 Arbitrage : Paweł Gil |
|  | Rapport   |         |            | Spectateurs : 10 800 Arbitrage : Paweł Gil | Spectateurs : 10 800 Arbitrage : Paweł Gil |

| 4e journée                  | FC Vaslui | 1 - 0   | Sporting Portugal | Stade Ceahlăul, Piatra Neamţ                       |                                                    |
| 3 novembre 2011 19h00 (CET) | Zmeu 30e  | (1 - 0) |                   | Spectateurs : 4 000 Arbitrage : Kristinn Jakobsson | Spectateurs : 4 000 Arbitrage : Kristinn Jakobsson |
| 3 novembre 2011 19h00 (CET) | Rapport   |         |                   | Spectateurs : 4 000 Arbitrage : Kristinn Jakobsson | Spectateurs : 4 000 Arbitrage : Kristinn Jakobsson |

|  | Lazio Rome  | 1 - 0   | FC Zurich | Stade olympique, Rome                                 |                                                       |
|  | Brocchi 62e | (0 - 0) |           | Spectateurs : 13 414 Arbitrage : Michális Koukoulákis | Spectateurs : 13 414 Arbitrage : Michális Koukoulákis |
|  | Rapport     |         |           | Spectateurs : 13 414 Arbitrage : Michális Koukoulákis | Spectateurs : 13 414 Arbitrage : Michális Koukoulákis |

| 5e journée                    | FC Vaslui | 0 - 0   | Lazio Rome | Stade Ceahlăul, Piatra Neamţ                  |                                               |
| 1er décembre 2011 21h05 (CET) |           | (0 - 0) |            | Spectateurs : 7 000 Arbitrage : Milorad Mazic | Spectateurs : 7 000 Arbitrage : Milorad Mazic |
| 1er décembre 2011 21h05 (CET) | Rapport   |         |            | Spectateurs : 7 000 Arbitrage : Milorad Mazic | Spectateurs : 7 000 Arbitrage : Milorad Mazic |

|  | Sporting Portugal                 | 2 - 0   | FC Zurich | Estádio José Alvalade XXI, Lisbonne              |                                                  |
|  | Van Wolfswinkel 15e · Bojinov 58e | (1 - 0) |           | Spectateurs : 25 309 Arbitrage : Peter Rasmussen | Spectateurs : 25 309 Arbitrage : Peter Rasmussen |
|  | Rapport                           |         |           | Spectateurs : 25 309 Arbitrage : Peter Rasmussen | Spectateurs : 25 309 Arbitrage : Peter Rasmussen |

| 6e journée                   | FC Zurich                | 2 - 0   | FC Vaslui | Stade du Letzigrund, Zurich                      |                                                  |
| 14 décembre 2011 19h00 (CET) | Margairaz 69e · Buff 90e | (0 - 0) |           | Spectateurs : 6 200 Arbitrage : Maksim Layushkin | Spectateurs : 6 200 Arbitrage : Maksim Layushkin |
| 14 décembre 2011 19h00 (CET) | Rapport                  |         |           | Spectateurs : 6 200 Arbitrage : Maksim Layushkin | Spectateurs : 6 200 Arbitrage : Maksim Layushkin |

|  | Lazio Rome             | 2 - 0   | Sporting Portugal | Stade olympique, Rome                     |                                           |
|  | Kozák 42e · Sculli 55e | (1 - 0) |                   | Spectateurs : 8 295 Arbitrage : Mike Dean | Spectateurs : 8 295 Arbitrage : Mike Dean |
|  | Rapport                |         |                   | Spectateurs : 8 295 Arbitrage : Mike Dean | Spectateurs : 8 295 Arbitrage : Mike Dean |

## Groupe E
| Rang | Équipe           | Pts | J | G | N | P | Bp | Bc | Diff |  | Résultats (▼ dom., ► ext.) |     |     |     |     |
| ---- | ---------------- | --- | - | - | - | - | -- | -- | ---- |  | -------------------------- | --- | --- | --- | --- |
| 1    | Beşiktaş         | 12  | 6 | 4 | 0 | 2 | 13 | 7  | +6   |  | Beşiktaş                   |     | 3-1 | 1-0 | 5-1 |
| 2    | Stoke City       | 11  | 6 | 3 | 2 | 1 | 10 | 7  | +3   |  | Stoke City                 | 2-1 |     | 1-1 | 3-0 |
| 3    | Dynamo Kiev      | 7   | 6 | 1 | 4 | 1 | 7  | 7  | 0    |  | Dynamo Kiev                | 1-1 | 1-0 |     | 3-3 |
| 4    | Maccabi Tel-Aviv | 2   | 6 | 0 | 2 | 4 | 8  | 17 | -9   |  | Maccabi Tel-Aviv           | 1-2 | 2-3 | 1-1 |     |

| 1re journée                    | Dynamo Kiev   | 1 - 1   | Stoke City | Stade Dynamo Lobanovski, Kiev                        |                                                      |
| 15 septembre 2011 19h00 (CEST) | Vukojevic 90e | (0 - 0) | Jerome 55e | Spectateurs : 14 500 Arbitrage : Ovidiu Alin Hategan | Spectateurs : 14 500 Arbitrage : Ovidiu Alin Hategan |
| 15 septembre 2011 19h00 (CEST) | Rapport       |         |            | Spectateurs : 14 500 Arbitrage : Ovidiu Alin Hategan | Spectateurs : 14 500 Arbitrage : Ovidiu Alin Hategan |

|  | Beşiktaş                                            | 5 - 1   | Maccabi Tel-Aviv | Stade BJK İnönü, Istanbul                             |                                                       |
|  | Almeida 3e 28e · Mehmet 50e · Korkmaz 53e · Edú 88e | (2 - 0) | Kehat 49e        | Spectateurs : 17 936 Arbitrage : Vladislav Bezborodov | Spectateurs : 17 936 Arbitrage : Vladislav Bezborodov |
|  | Rapport                                             |         |                  | Spectateurs : 17 936 Arbitrage : Vladislav Bezborodov | Spectateurs : 17 936 Arbitrage : Vladislav Bezborodov |

| 2e journée                     | Maccabi Tel-Aviv | 1 - 1   | Dynamo Kiev | Bloomfield Stadium, Tel-Aviv                      |                                                   |
| 29 septembre 2011 21h05 (CEST) | Mikha 44e        | (1 - 1) | Brown 9e    | Spectateurs : 13 835 Arbitrage : Marijo Strahonja | Spectateurs : 13 835 Arbitrage : Marijo Strahonja |
| 29 septembre 2011 21h05 (CEST) | Rapport          |         |             | Spectateurs : 13 835 Arbitrage : Marijo Strahonja | Spectateurs : 13 835 Arbitrage : Marijo Strahonja |

|  | Stoke City                      | 2 - 1   | Beşiktaş    | Britannia Stadium, Stoke-on-Trent               |                                                 |
|  | Crouch 15e · Walters 78e (pen.) | (1 - 1) | Hilbert 14e | Spectateurs : 23 551 Arbitrage : Antony Gautier | Spectateurs : 23 551 Arbitrage : Antony Gautier |
|  | Rapport                         |         |             | Spectateurs : 23 551 Arbitrage : Antony Gautier | Spectateurs : 23 551 Arbitrage : Antony Gautier |

| 3e journée                   | Stoke City                                    | 3 - 0   | Maccabi Tel-Aviv | Britannia Stadium, Stoke-on-Trent                  |                                                    |
| 20 octobre 2011 21h05 (CEST) | Jones 12e · Jerome 24e 33e, 43e · Shotton 32e | (3 - 0) | Ziv 55e          | Spectateurs : 22 756 Arbitrage : Anastassios Kakos | Spectateurs : 22 756 Arbitrage : Anastassios Kakos |
| 20 octobre 2011 21h05 (CEST) | Report                                        |         |                  | Spectateurs : 22 756 Arbitrage : Anastassios Kakos | Spectateurs : 22 756 Arbitrage : Anastassios Kakos |

|  | Dynamo Kiev   | 1 - 0   | Beşiktaş | Stade Dynamo Lobanovski, Kiev                  |                                                |
|  | Harmash 90+4e | (0 - 0) |          | Spectateurs : 13 500 Arbitrage : Milorad Mažić | Spectateurs : 13 500 Arbitrage : Milorad Mažić |
|  | Rapport       |         |          | Spectateurs : 13 500 Arbitrage : Milorad Mažić | Spectateurs : 13 500 Arbitrage : Milorad Mažić |

| 4e journée                  | Maccabi Tel-Aviv | 1 - 2   | Stoke City                 | Bloomfield Stadium, Tel-Aviv                  |                                               |
| 3 novembre 2011 19h00 (CET) | Colautti 90e     | (0 - 0) | Whitehead 51e · Crouch 64e | Spectateurs : 10 368 Arbitrage : Duarte Gomes | Spectateurs : 10 368 Arbitrage : Duarte Gomes |
| 3 novembre 2011 19h00 (CET) | Rapport          |         |                            | Spectateurs : 10 368 Arbitrage : Duarte Gomes | Spectateurs : 10 368 Arbitrage : Duarte Gomes |

|  | Beşiktaş    | 1 - 0   | Dynamo Kiev | Stade BJK İnönü, Istanbul                       |                                                 |
|  | Korkmaz 67e | (0 - 0) |             | Spectateurs : 24 138 Arbitrage : Tommy Skjerven | Spectateurs : 24 138 Arbitrage : Tommy Skjerven |
|  | Rapport     |         |             | Spectateurs : 24 138 Arbitrage : Tommy Skjerven | Spectateurs : 24 138 Arbitrage : Tommy Skjerven |

| 5e journée                    | Maccabi Tel-Aviv       | 2 - 3   | Beşiktaş                       | Bloomfield Stadium, Tel-Aviv                   |                                                |
| 1er décembre 2011 21h05 (CET) | Yeini 59e · Lugasi 70e | (0 - 1) | Quaresma 45e 90e · Toraman 47e | Spectateurs : 9 420 Arbitrage : Serge Gumienny | Spectateurs : 9 420 Arbitrage : Serge Gumienny |
| 1er décembre 2011 21h05 (CET) | Rapport                |         |                                | Spectateurs : 9 420 Arbitrage : Serge Gumienny | Spectateurs : 9 420 Arbitrage : Serge Gumienny |

|  | Stoke City | 1 - 1   | Dynamo Kiev     | Britannia Stadium, Stoke-on-Trent              |                                                |
|  | Jones 81e  | (0 - 1) | Upson 27e (csc) | Spectateurs : 23 774 Arbitrage : Florian Meyer | Spectateurs : 23 774 Arbitrage : Florian Meyer |
|  | Rapport    |         |                 | Spectateurs : 23 774 Arbitrage : Florian Meyer | Spectateurs : 23 774 Arbitrage : Florian Meyer |

| 6e journée                   | Dynamo Kiev                                                      | 3 - 3   | Maccabi Tel-Aviv                  | Stade Dynamo Lobanovski, Kiev                     |                                                   |
| 14 décembre 2011 19h00 (CET) | Yeini 12e (csc) · Goussev 17e 80e · Almeida 47e · Khacheridi 56e | (2 - 0) | Vered 49e · Atar 62e · Dabbur 75e | Spectateurs : 3 850 Arbitrage : Daniel Stålhammar | Spectateurs : 3 850 Arbitrage : Daniel Stålhammar |
| 14 décembre 2011 19h00 (CET) | Rapport                                                          |         |                                   | Spectateurs : 3 850 Arbitrage : Daniel Stålhammar | Spectateurs : 3 850 Arbitrage : Daniel Stålhammar |

|  | Beşiktaş                                      | 3 - 1   | Stoke City             | Stade BJK İnönü, Istanbul                      |                                                |
|  | Fernandes 59e (pen.) · Pektemek 62e · Edu 75e | (0 - 1) | Fuller 29e · Upson 57e | Spectateurs : 26 118 Arbitrage : Marcin Borski | Spectateurs : 26 118 Arbitrage : Marcin Borski |
|  | Rapport                                       |         |                        | Spectateurs : 26 118 Arbitrage : Marcin Borski | Spectateurs : 26 118 Arbitrage : Marcin Borski |

## Groupe F
| Rang | Équipe             | Pts | J | G | N | P | Bp | Bc | Diff |  | Résultats (▼ dom., ► ext.) |     |     |     |     |
| ---- | ------------------ | --- | - | - | - | - | -- | -- | ---- |  | -------------------------- | --- | --- | --- | --- |
| 1    | Athletic Bilbao    | 13  | 6 | 4 | 1 | 1 | 11 | 8  | +3   |  | Athletic Bilbao            |     | 2-0 | 2-2 | 2-1 |
| 2    | Red Bull Salzbourg | 10  | 6 | 3 | 1 | 2 | 11 | 8  | +3   |  | Red Bull Salzbourg         | 0-1 |     | 2-0 | 3-0 |
| 3    | Paris SG           | 10  | 6 | 3 | 1 | 2 | 8  | 7  | +1   |  | Paris SG                   | 4-2 | 3-1 |     | 1-0 |
| 4    | Slovan Bratislava  | 1   | 6 | 0 | 1 | 5 | 4  | 11 | -7   |  | Slovan Bratislava          | 1-2 | 0-0 | 2-3 |     |

| 1re journée                    | Slovan Bratislava | 1 - 2   | Athletic Bilbao           | Tehelné Pole, Bratislava                   |                                            |
| 15 septembre 2011 19h00 (CEST) | Guede 34e         | (1 - 2) | Susaeta 13e · Muniain 40e | Spectateurs : 6 328 Arbitrage : Alon Yefet | Spectateurs : 6 328 Arbitrage : Alon Yefet |
| 15 septembre 2011 19h00 (CEST) | Rapport           |         |                           | Spectateurs : 6 328 Arbitrage : Alon Yefet | Spectateurs : 6 328 Arbitrage : Alon Yefet |

|  | Paris SG                                 | 3 - 1   | Red Bull Salzbourg | Parc des Princes, Paris                     |                                             |
|  | Nenê 35e (pen.) · Bodmer 44e · Ménez 67e | (2 - 0) | Schiemer 87e       | Spectateurs : 23 039 Arbitrage : Luca Banti | Spectateurs : 23 039 Arbitrage : Luca Banti |
|  | Rapport                                  |         |                    | Spectateurs : 23 039 Arbitrage : Luca Banti | Spectateurs : 23 039 Arbitrage : Luca Banti |

| 2e journée                     | Red Bull Salzbourg                       | 3 - 0   | Slovan Bratislava | Stadion Salzburg, Salzbourg                         |                                                     |
| 29 septembre 2011 21h05 (CEST) | Leonardo 60e · Zárate 76e · Švento 90+5e | (0 - 0) |                   | Spectateurs : 7 500 Arbitrage : Alexandru Dan Tudor | Spectateurs : 7 500 Arbitrage : Alexandru Dan Tudor |
| 29 septembre 2011 21h05 (CEST) | Rapport                                  |         |                   | Spectateurs : 7 500 Arbitrage : Alexandru Dan Tudor | Spectateurs : 7 500 Arbitrage : Alexandru Dan Tudor |

|  | Athletic Bilbao             | 2 - 0   | Paris SG         | San Mamés, Bilbao                            |                                              |
|  | Gabilondo 20e · Susaeta 45e | (2 - 0) | Sissoko 44e, 52e | Spectateurs : 23 487 Arbitrage : Bas Nijhuis | Spectateurs : 23 487 Arbitrage : Bas Nijhuis |
|  | Rapport                     |         |                  | Spectateurs : 23 487 Arbitrage : Bas Nijhuis | Spectateurs : 23 487 Arbitrage : Bas Nijhuis |

| 3e journée                   | Athletic Bilbao                | 2 - 2   | Red Bull Salzbourg                             | San Mamés, Bilbao                           |                                             |
| 20 octobre 2011 21h05 (CEST) | Llorente 69e (pen.) 75e (pen.) | (0 - 2) | Wallner 30e · Leonardo 36e · Lindgren 61e, 75e | Spectateurs : 22 566 Arbitrage : Ivan Bebek | Spectateurs : 22 566 Arbitrage : Ivan Bebek |
| 20 octobre 2011 21h05 (CEST) | Rapport                        |         |                                                | Spectateurs : 22 566 Arbitrage : Ivan Bebek | Spectateurs : 22 566 Arbitrage : Ivan Bebek |

|  | Slovan Bratislava | 0 - 0 | Paris SG                                 | Tehelné Pole, Bratislava                    |                                             |
|  |                   |       | Chantôme 49e, 63e · Siaka Tiéné 73e, 80e | Spectateurs : 7 238 Arbitrage : Lee Probert | Spectateurs : 7 238 Arbitrage : Lee Probert |
|  | Rapport           |       |                                          | Spectateurs : 7 238 Arbitrage : Lee Probert | Spectateurs : 7 238 Arbitrage : Lee Probert |

| 4e journée                  | Red Bull Salzbourg | 0 - 1   | Athletic Bilbao | Stadion Salzburg, Salzbourg                        |                                                    |
| 3 novembre 2011 19h00 (CET) |                    | (0 - 1) | Herrera 37e     | Spectateurs : 10 350 Arbitrage : Stanislav Todorov | Spectateurs : 10 350 Arbitrage : Stanislav Todorov |
| 3 novembre 2011 19h00 (CET) | Rapport            |         |                 | Spectateurs : 10 350 Arbitrage : Stanislav Todorov | Spectateurs : 10 350 Arbitrage : Stanislav Todorov |

|  | Paris SG    | 1 - 0   | Slovan Bratislava | Parc des Princes, Paris                        |                                                |
|  | Pastore 63e | (0 - 0) |                   | Spectateurs : 32 046 Arbitrage : Mark Courtney | Spectateurs : 32 046 Arbitrage : Mark Courtney |
|  | Rapport     |         |                   | Spectateurs : 32 046 Arbitrage : Mark Courtney | Spectateurs : 32 046 Arbitrage : Mark Courtney |

| 5e journée                    | Red Bull Salzbourg           | 2 - 0   | Paris SG | Stadion Salzburg, Salzbourg                 |                                             |
| 1er décembre 2011 21h05 (CET) | Jantscher 20e · Švento 90+4e | (1 - 0) |          | Spectateurs : 8 304 Arbitrage : Liran Liany | Spectateurs : 8 304 Arbitrage : Liran Liany |
| 1er décembre 2011 21h05 (CET) | Rapport                      |         |          | Spectateurs : 8 304 Arbitrage : Liran Liany | Spectateurs : 8 304 Arbitrage : Liran Liany |

|  | Athletic Bilbao             | 2 - 1   | Slovan Bratislava | San Mamés, Bilbao                              |                                                |
|  | de Marcos 15e · Susaeta 75e | (1 - 1) | Šebo 39e          | Spectateurs : 28 314 Arbitrage : Hannes Kaasik | Spectateurs : 28 314 Arbitrage : Hannes Kaasik |
|  | Rapport                     |         |                   | Spectateurs : 28 314 Arbitrage : Hannes Kaasik | Spectateurs : 28 314 Arbitrage : Hannes Kaasik |

| 6e journée                   | Slovan Bratislava | 2 - 3   | Red Bull Salzbourg                                  | Tehelné Pole, Bratislava                           |                                                    |
| 14 décembre 2011 19h00 (CET) | Lačný 3e 6e       | (2 - 2) | Jantscher 19e (pen.) · Leonardo 24e · Had 52e (csc) | Spectateurs : 4 586 Arbitrage : Stefan Johannesson | Spectateurs : 4 586 Arbitrage : Stefan Johannesson |
| 14 décembre 2011 19h00 (CET) | Rapport           |         |                                                     | Spectateurs : 4 586 Arbitrage : Stefan Johannesson | Spectateurs : 4 586 Arbitrage : Stefan Johannesson |

|  | Paris SG                                                       | 4 - 2   | Athletic Bilbao                 | Parc des Princes, Paris                    |                                            |
|  | Pastore 21e · Bodmer 41e · Pérez 85e (csc) · Hoarau 90e (pen.) | (2 - 1) | Aurtenetxe 3e · David López 55e | Spectateurs : 37 114 Arbitrage : Matej Jug | Spectateurs : 37 114 Arbitrage : Matej Jug |
|  | Rapport                                                        |         |                                 | Spectateurs : 37 114 Arbitrage : Matej Jug | Spectateurs : 37 114 Arbitrage : Matej Jug |

## Groupe G
| Rang | Équipe           | Pts | J | G | N | P | Bp | Bc | Diff |  | Résultats (▼ dom., ► ext.) |     |     |     |     |
| ---- | ---------------- | --- | - | - | - | - | -- | -- | ---- |  | -------------------------- | --- | --- | --- | --- |
| 1    | Metalist Kharkiv | 14  | 6 | 4 | 2 | 0 | 15 | 6  | +9   |  | Metalist Kharkiv           |     | 1-1 | 4-1 | 3-1 |
| 2    | AZ Alkmaar       | 8   | 6 | 1 | 5 | 0 | 10 | 7  | +3   |  | AZ Alkmaar                 | 1-1 |     | 2-2 | 4-1 |
| 3    | Austria Vienne   | 8   | 6 | 2 | 2 | 2 | 10 | 11 | -1   |  | Austria Vienne             | 1-2 | 2-2 |     | 2-0 |
| 4    | Malmö FF         | 1   | 6 | 0 | 1 | 5 | 4  | 15 | -11  |  | Malmö FF                   | 1-4 | 0-0 | 1-2 |     |

| 1re journée                    | AZ Alkmaar                                             | 4 - 1   | Malmö FF           | AZ Stadion, Alkmaar                         |                                             |
| 15 septembre 2011 21h05 (CEST) | Altidore 21e · Elm 33e (pen.) · Maher 39e · Holman 49e | (3 - 0) | Larsson 72e (pen.) | Spectateurs : 11 905 Arbitrage : Ivan Bebek | Spectateurs : 11 905 Arbitrage : Ivan Bebek |
| 15 septembre 2011 21h05 (CEST) | Rapport                                                |         |                    | Spectateurs : 11 905 Arbitrage : Ivan Bebek | Spectateurs : 11 905 Arbitrage : Ivan Bebek |

|  | Austria Vienne | 1 - 2   | Metalist Kharkiv                      | Stade Franz-Horr, Vienne                  |                                           |
|  | Jun 7e         | (1 - 0) | Gueye 56e · Cleiton Xavier 79e (pen.) | Spectateurs : 9 100 Arbitrage : Mike Dean | Spectateurs : 9 100 Arbitrage : Mike Dean |
|  | Rapport        |         |                                       | Spectateurs : 9 100 Arbitrage : Mike Dean | Spectateurs : 9 100 Arbitrage : Mike Dean |

| 2e journée                     | Metalist Kharkiv | 1 - 1   | AZ Alkmaar   | Stade Metalist, Kharkiv                        |                                                |
| 29 septembre 2011 19h00 (CEST) | Taison 76e       | (0 - 1) | Altidore 26e | Spectateurs : 37 122 Arbitrage : Marcin Borski | Spectateurs : 37 122 Arbitrage : Marcin Borski |
| 29 septembre 2011 19h00 (CEST) | Rapport          |         |              | Spectateurs : 37 122 Arbitrage : Marcin Borski | Spectateurs : 37 122 Arbitrage : Marcin Borski |

|  | Malmö FF    | 1 - 2   | Austria Vienne                       | Swedbank Stadion, Malmö                    |                                            |
|  | Ranégie 82e | (0 - 2) | Barazite 17e · Grünwald 36e 74e, 90e | Spectateurs : 10 802 Arbitrage : Paweł Gil | Spectateurs : 10 802 Arbitrage : Paweł Gil |
|  | Rapport     |         |                                      | Spectateurs : 10 802 Arbitrage : Paweł Gil | Spectateurs : 10 802 Arbitrage : Paweł Gil |

| 3e journée                   | Malmö FF  | 1 - 4   | Metalist Kharkiv                                    | Swedbank Stadion, Malmö                       |                                               |
| 20 octobre 2011 19h00 (CEST) | Hamad 22e | (1 - 2) | Cristaldo 32e · Fininho 45e · Edmar 57e · Dević 73e | Spectateurs : 8 466 Arbitrage : Fırat Aydınus | Spectateurs : 8 466 Arbitrage : Fırat Aydınus |
| 20 octobre 2011 19h00 (CEST) | Rapport   |         |                                                     | Spectateurs : 8 466 Arbitrage : Fırat Aydınus | Spectateurs : 8 466 Arbitrage : Fırat Aydınus |

|  | AZ Alkmaar                       | 2 - 2   | Austria Vienne                   | AZ Stadion, Alkmaar                                  |                                                      |
|  | Hlinka 80e (csc) · Wernbloom 83e | (0 - 2) | Marcellis 19e (csc) · Gorgon 29e | Spectateurs : 15 321 Arbitrage : Alexandru Dan Tudor | Spectateurs : 15 321 Arbitrage : Alexandru Dan Tudor |
|  | Rapport                          |         |                                  | Spectateurs : 15 321 Arbitrage : Alexandru Dan Tudor | Spectateurs : 15 321 Arbitrage : Alexandru Dan Tudor |

| 4e journée                  | Metalist Kharkiv             | 3 - 1   | Malmö FF    | Stade Metalist, Kharkiv                    |                                            |
| 3 novembre 2011 21h05 (CET) | Taison 46e 56e · Fininho 90e | (0 - 0) | Ranégie 66e | Spectateurs : 25 883 Arbitrage : Matej Jug | Spectateurs : 25 883 Arbitrage : Matej Jug |
| 3 novembre 2011 21h05 (CET) | Rapport                      |         |             | Spectateurs : 25 883 Arbitrage : Matej Jug | Spectateurs : 25 883 Arbitrage : Matej Jug |

|  | Austria Vienne                | 2 - 2   | AZ Alkmaar                     | Stade Franz-Horr, Vienne                      |                                               |
|  | Ortlechner 58e · Barazite 61e | (0 - 2) | Elm 19e (pen.) · Wernbloom 44e | Spectateurs : 10 450 Arbitrage : Tony Chapron | Spectateurs : 10 450 Arbitrage : Tony Chapron |
|  | Rapport                       |         |                                | Spectateurs : 10 450 Arbitrage : Tony Chapron | Spectateurs : 10 450 Arbitrage : Tony Chapron |

| 5e journée                   | Malmö FF | 0 - 0   | AZ Alkmaar | Swedbank Stadion, Malmö                       |                                               |
| 30 novembre 2011 19h00 (CET) |          | (0 - 0) |            | Spectateurs : 7 632 Arbitrage : Mark Courtney | Spectateurs : 7 632 Arbitrage : Mark Courtney |
| 30 novembre 2011 19h00 (CET) | Rapport  |         |            | Spectateurs : 7 632 Arbitrage : Mark Courtney | Spectateurs : 7 632 Arbitrage : Mark Courtney |

|  | Metalist Kharkiv                             | 4 - 1   | Austria Vienne | Stade Metalist, Kharkiv                         |                                                 |
|  | Dević 16e · Edmar 40e · Gueye 60e · Sosa 90e | (2 - 1) | Mader 19e      | Spectateurs : 25 810 Arbitrage : Cristian Balaj | Spectateurs : 25 810 Arbitrage : Cristian Balaj |
|  | Rapport                                      |         |                | Spectateurs : 25 810 Arbitrage : Cristian Balaj | Spectateurs : 25 810 Arbitrage : Cristian Balaj |

| 6e journée                   | AZ Alkmaar | 1 - 1   | Metalist Kharkiv | AZ Stadion, Alkmaar                                |                                                    |
| 15 décembre 2011 21h05 (CET) | Mader 37e  | (1 - 1) | Dević 37e        | Spectateurs : 13 268 Arbitrage : Carlos Clos Gómez | Spectateurs : 13 268 Arbitrage : Carlos Clos Gómez |
| 15 décembre 2011 21h05 (CET) | Rapport    |         |                  | Spectateurs : 13 268 Arbitrage : Carlos Clos Gómez | Spectateurs : 13 268 Arbitrage : Carlos Clos Gómez |

|  | Austria Vienne            | 2 - 0   | Malmö FF | Stade Franz-Horr, Vienne                      |                                               |
|  | Liendl 62e · Barazite 80e | (0 - 0) |          | Spectateurs : 9 350 Arbitrage : Antti Munukka | Spectateurs : 9 350 Arbitrage : Antti Munukka |
|  | Rapport                   |         |          | Spectateurs : 9 350 Arbitrage : Antti Munukka | Spectateurs : 9 350 Arbitrage : Antti Munukka |

## Groupe H
| Rang | Équipe          | Pts | J | G | N | P | Bp | Bc | Diff |  | Résultats (▼ dom., ► ext.) |     |     |     |     |
| ---- | --------------- | --- | - | - | - | - | -- | -- | ---- |  | -------------------------- | --- | --- | --- | --- |
| 1    | Club Bruges     | 11  | 6 | 3 | 2 | 1 | 12 | 9  | +3   |  | Club Bruges                |     | 1-1 | 1-2 | 2-0 |
| 2    | Sporting Braga  | 11  | 6 | 3 | 2 | 1 | 12 | 6  | +6   |  | Sporting Braga             | 1-2 |     | 1-0 | 5-1 |
| 3    | Birmingham City | 10  | 6 | 3 | 1 | 2 | 8  | 8  | 0    |  | Birmingham City            | 2-2 | 1-3 |     | 1-0 |
| 4    | NK Maribor      | 1   | 6 | 0 | 1 | 5 | 6  | 15 | -9   |  | NK Maribor                 | 3-4 | 1-1 | 1-2 |     |

| 1re journée                    | Club Bruges            | 2 - 0   | NK Maribor   | Stade Jan Breydel, Bruges                      |                                                |
| 15 septembre 2011 21h05 (CEST) | Odjidja 7e · Dirar 24e | (2 - 0) | Rajčevič 85e | Spectateurs : 16 668 Arbitrage : Firat Aydinus | Spectateurs : 16 668 Arbitrage : Firat Aydinus |
| 15 septembre 2011 21h05 (CEST) | Rapport                |         |              | Spectateurs : 16 668 Arbitrage : Firat Aydinus | Spectateurs : 16 668 Arbitrage : Firat Aydinus |

|  | Birmingham City | 1 - 3   | Sporting Braga            | St Andrew's, Birmingham                        |                                                |
|  | King 71e        | (0 - 1) | Barbosa 6e 88e · Lima 59e | Spectateurs : 21 747 Arbitrage : Deniz Aytekin | Spectateurs : 21 747 Arbitrage : Deniz Aytekin |
|  | Rapport         |         |                           | Spectateurs : 21 747 Arbitrage : Deniz Aytekin | Spectateurs : 21 747 Arbitrage : Deniz Aytekin |

| 2e journée                     | Sporting Braga | 1 - 2   | Club Bruges             | Stade municipal, Braga                         |                                                |
| 29 septembre 2011 19h00 (CEST) | Barbosa 53e    | (0 - 0) | Akpala 71e · Donk 90+1e | Spectateurs : 9 145 Arbitrage : Tommy Skjerven | Spectateurs : 9 145 Arbitrage : Tommy Skjerven |
| 29 septembre 2011 19h00 (CEST) | Rapport        |         |                         | Spectateurs : 9 145 Arbitrage : Tommy Skjerven | Spectateurs : 9 145 Arbitrage : Tommy Skjerven |

|  | NK Maribor | 1 - 2   | Birmingham City         | Stadion Ljudski vrt, Maribor                      |                                                   |
|  | Volaš 29e  | (1 - 0) | Burke 64e · Elliott 79e | Spectateurs : 10 000 Arbitrage : Tom Harald Hagen | Spectateurs : 10 000 Arbitrage : Tom Harald Hagen |
|  | Rapport    |         |                         | Spectateurs : 10 000 Arbitrage : Tom Harald Hagen | Spectateurs : 10 000 Arbitrage : Tom Harald Hagen |

| 3e journée                   | NK Maribor  | 1 - 1   | Sporting Braga | Stadion Ljudski vrt, Maribor                   |                                                |
| 20 octobre 2011 19h00 (CEST) | Ibraimi 14e | (1 - 1) | Elderson 44e   | Spectateurs : 8 500 Arbitrage : Stephan Studer | Spectateurs : 8 500 Arbitrage : Stephan Studer |
| 20 octobre 2011 19h00 (CEST) | Rapport     |         |                | Spectateurs : 8 500 Arbitrage : Stephan Studer | Spectateurs : 8 500 Arbitrage : Stephan Studer |

|  | Club Bruges | 1 - 2   | Birmingham City         | Stade Jan Breydel, Bruges                       |                                                 |
|  | Akpala 3e   | (1 - 1) | Murphy 26e · Wood 90+9e | Spectateurs : 23 936 Arbitrage : Daniele Orsato | Spectateurs : 23 936 Arbitrage : Daniele Orsato |
|  | Rapport     |         |                         | Spectateurs : 23 936 Arbitrage : Daniele Orsato | Spectateurs : 23 936 Arbitrage : Daniele Orsato |

| 4e journée                  | Sporting Braga                                                       | 5 - 1   | NK Maribor | Stade municipal, Braga                           |                                                  |
| 3 novembre 2011 21h05 (CET) | Lima 4e · Alan 7e · Elderson 38e · Paulo Vinícius 85e · Mérida 90+1e | (3 - 0) | Volaš 62e  | Spectateurs : 7 185 Arbitrage : Leontios Trattou | Spectateurs : 7 185 Arbitrage : Leontios Trattou |
| 3 novembre 2011 21h05 (CET) | Rapport                                                              |         |            | Spectateurs : 7 185 Arbitrage : Leontios Trattou | Spectateurs : 7 185 Arbitrage : Leontios Trattou |

|  | Birmingham City                  | 2 - 2   | Club Bruges              | St Andrew's, Birmingham                        |                                                |
|  | Beausejour 55e · King 74e (pen.) | (0 - 2) | Meunier 39e · Akpala 44e | Spectateurs : 26 849 Arbitrage : Marcin Borski | Spectateurs : 26 849 Arbitrage : Marcin Borski |
|  | Rapport                          |         |                          | Spectateurs : 26 849 Arbitrage : Marcin Borski | Spectateurs : 26 849 Arbitrage : Marcin Borski |

| 5e journée                   | NK Maribor                     | 3 - 4   | Club Bruges                           | Stadion Ljudski vrt, Maribor                  |                                               |
| 30 novembre 2011 19h00 (CET) | Volaš 11e 68e · Donk 51e (csc) | (1 - 0) | Dirar 74e 77e · Akpala 82e · Donk 90e | Spectateurs : 8 000 Arbitrage : Libor Kovarik | Spectateurs : 8 000 Arbitrage : Libor Kovarik |
| 30 novembre 2011 19h00 (CET) | Rapport                        |         |                                       | Spectateurs : 8 000 Arbitrage : Libor Kovarik | Spectateurs : 8 000 Arbitrage : Libor Kovarik |

|  | Sporting Braga | 1 - 0   | Birmingham City | Stade municipal, Braga                               |                                                      |
|  | Viana 51e      | (0 - 0) |                 | Spectateurs : 9 957 Arbitrage : Markus Strömbergsson | Spectateurs : 9 957 Arbitrage : Markus Strömbergsson |
|  | Rapport        |         |                 | Spectateurs : 9 957 Arbitrage : Markus Strömbergsson | Spectateurs : 9 957 Arbitrage : Markus Strömbergsson |

| 6e journée                   | Club Bruges   | 1 - 1   | Sporting Braga             | Stade Jan Breydel, Bruges                           |                                                     |
| 15 décembre 2011 21h05 (CET) | Vleminckx 50e | (0 - 0) | Elderson 16e · Ewerton 65e | Spectateurs : 18 383 Arbitrage : Aleksandar Stavrev | Spectateurs : 18 383 Arbitrage : Aleksandar Stavrev |
| 15 décembre 2011 21h05 (CET) | Rapport       |         |                            | Spectateurs : 18 383 Arbitrage : Aleksandar Stavrev | Spectateurs : 18 383 Arbitrage : Aleksandar Stavrev |

|  | Birmingham City | 1 - 0   | NK Maribor | St Andrew's, Birmingham                       |                                               |
|  | Rooney 24e      | (1 - 0) |            | Spectateurs : 21 436 Arbitrage : Sascha Kever | Spectateurs : 21 436 Arbitrage : Sascha Kever |
|  | Rapport         |         |            | Spectateurs : 21 436 Arbitrage : Sascha Kever | Spectateurs : 21 436 Arbitrage : Sascha Kever |

## Groupe I
| Rang | Équipe             | Pts | J | G | N | P | Bp | Bc | Diff |  | Résultats (▼ dom., ► ext.) |     |     |     |     |
| ---- | ------------------ | --- | - | - | - | - | -- | -- | ---- |  | -------------------------- | --- | --- | --- | --- |
| 1    | Atlético de Madrid | 13  | 6 | 4 | 1 | 1 | 11 | 4  | +7   |  | Atlético de Madrid         |     | 4-0 | 2-0 | 3-1 |
| 2    | Udinese            | 9   | 6 | 2 | 3 | 1 | 6  | 7  | -1   |  | Udinese                    | 2-0 |     | 1-1 | 2-1 |
| 3    | Celtic Glasgow     | 6   | 6 | 1 | 3 | 2 | 6  | 7  | -1   |  | Celtic Glasgow             | 0-1 | 1-1 |     | 3-1 |
| 4    | Stade rennais      | 3   | 6 | 0 | 3 | 3 | 5  | 10 | -5   |  | Stade rennais              | 1-1 | 0-0 | 1-1 |     |

| 1re journée                    | Udinese                    | 2 - 1   | Stade rennais | Stade Friuli, Udine                            |                                                |
| 15 septembre 2011 21h05 (CEST) | Di Natale 39e · Armero 83e | (1 - 1) | Hadji 18e     | Spectateurs : 8 383 Arbitrage : Cristian Balaj | Spectateurs : 8 383 Arbitrage : Cristian Balaj |
| 15 septembre 2011 21h05 (CEST) | Rapport                    |         |               | Spectateurs : 8 383 Arbitrage : Cristian Balaj | Spectateurs : 8 383 Arbitrage : Cristian Balaj |

|  | Atlético de Madrid    | 2 - 0   | Celtic Glasgow | Stade Vicente Calderón, Madrid                   |                                                  |
|  | Falcao 3e · Diego 68e | (1 - 0) |                | Spectateurs : 24 868 Arbitrage : Peter Rasmussen | Spectateurs : 24 868 Arbitrage : Peter Rasmussen |
|  | Rapport               |         |                | Spectateurs : 24 868 Arbitrage : Peter Rasmussen | Spectateurs : 24 868 Arbitrage : Peter Rasmussen |

| 2e journée                     | Celtic Glasgow      | 1 - 1   | Udinese         | Celtic Park, Glasgow                             |                                                  |
| 29 septembre 2011 19h00 (CEST) | Sung-Yong 3e (pen.) | (1 - 0) | Abdi 88e (pen.) | Spectateurs : 28 476 Arbitrage : Bülent Yıldırım | Spectateurs : 28 476 Arbitrage : Bülent Yıldırım |
| 29 septembre 2011 19h00 (CEST) | Rapport             |         |                 | Spectateurs : 28 476 Arbitrage : Bülent Yıldırım | Spectateurs : 28 476 Arbitrage : Bülent Yıldırım |

|  | Stade rennais | 1 - 1   | Atlético de Madrid | Stade de la route de Lorient, Rennes           |                                                |
|  | Montaño 55e   | (0 - 0) | Juanfran 86e       | Spectateurs : 24 299 Arbitrage : Hüseyin Göçek | Spectateurs : 24 299 Arbitrage : Hüseyin Göçek |
|  | Rapport       |         |                    | Spectateurs : 24 299 Arbitrage : Hüseyin Göçek | Spectateurs : 24 299 Arbitrage : Hüseyin Göçek |

| 3e journée                   | Stade rennais   | 1 - 1   | Celtic Glasgow | Stade de la route de Lorient, Rennes          |                                               |
| 20 octobre 2011 19h00 (CEST) | Du-Ri 31e (csc) | (1 - 0) | Ledley 70e     | Spectateurs : 21 825 Arbitrage : Robert Malek | Spectateurs : 21 825 Arbitrage : Robert Malek |
| 20 octobre 2011 19h00 (CEST) | Rapport         |         |                | Spectateurs : 21 825 Arbitrage : Robert Malek | Spectateurs : 21 825 Arbitrage : Robert Malek |

|  | Udinese                          | 2 - 0   | Atlético de Madrid | Stade Friuli, Udine                         |                                             |
|  | Benatia 88e · Floro Flores 90+4e | (0 - 0) |                    | Spectateurs : 10 026 Arbitrage : Alon Yefet | Spectateurs : 10 026 Arbitrage : Alon Yefet |
|  | Rapport                          |         |                    | Spectateurs : 10 026 Arbitrage : Alon Yefet | Spectateurs : 10 026 Arbitrage : Alon Yefet |

| 4e journée                  | Celtic Glasgow              | 3 - 1   | Stade rennais                | Celtic Park, Glasgow                          |                                               |
| 3 novembre 2011 21h05 (CET) | Stokes 30e 43e · Hooper 82e | (2 - 1) | Mangane 2e · M'Vila 40e, 86e | Spectateurs : 28 578 Arbitrage : Bruno Paixão | Spectateurs : 28 578 Arbitrage : Bruno Paixão |
| 3 novembre 2011 21h05 (CET) | Rapport                     |         |                              | Spectateurs : 28 578 Arbitrage : Bruno Paixão | Spectateurs : 28 578 Arbitrage : Bruno Paixão |

|  | Atlético de Madrid                     | 4 - 0   | Udinese | Stade Vicente Calderón, Madrid              |                                             |
|  | Adrián 7e 12e · Diego 37e · Falcao 67e | (3 - 0) |         | Spectateurs : 18 300 Arbitrage : Istvan Vad | Spectateurs : 18 300 Arbitrage : Istvan Vad |
|  | Rapport                                |         |         | Spectateurs : 18 300 Arbitrage : Istvan Vad | Spectateurs : 18 300 Arbitrage : Istvan Vad |

| 5e journée                   | Stade rennais | 0 - 0   | Udinese | Stade de la route de Lorient, Rennes            |                                                 |
| 30 novembre 2011 19h00 (CET) |               | (0 - 0) |         | Spectateurs : 17 428 Arbitrage : Sergei Karasev | Spectateurs : 17 428 Arbitrage : Sergei Karasev |
| 30 novembre 2011 19h00 (CET) | Rapport       |         |         | Spectateurs : 17 428 Arbitrage : Sergei Karasev | Spectateurs : 17 428 Arbitrage : Sergei Karasev |

|  | Celtic Glasgow | 0 - 1   | Atlético de Madrid | Celtic Park, Glasgow                            |                                                 |
|  |                | (0 - 1) | Turan 30e          | Spectateurs : 33 257 Arbitrage : Eric Braamhaar | Spectateurs : 33 257 Arbitrage : Eric Braamhaar |
|  | Rapport        |         |                    | Spectateurs : 33 257 Arbitrage : Eric Braamhaar | Spectateurs : 33 257 Arbitrage : Eric Braamhaar |

| 6e journée                   | Udinese         | 1 - 1   | Celtic Glasgow | Stade Friuli, Udine                                  |                                                      |
| 15 décembre 2011 21h05 (CET) | Di Natale 45+1e | (1 - 1) | Hooper 29e     | Spectateurs : 8 644 Arbitrage : Michális Koukoulákis | Spectateurs : 8 644 Arbitrage : Michális Koukoulákis |
| 15 décembre 2011 21h05 (CET) | Rapport         |         |                | Spectateurs : 8 644 Arbitrage : Michális Koukoulákis | Spectateurs : 8 644 Arbitrage : Michális Koukoulákis |

|  | Atlético de Madrid                                   | 3 - 1   | Stade rennais | Stade Vicente Calderón, Madrid                      |                                                     |
|  | Falcao 38e (pen.) · Álvaro Domínguez 42e · Turan 79e | (2 - 0) | Mandjeck 86e  | Spectateurs : 13 154 Arbitrage : Kristinn Jakobsson | Spectateurs : 13 154 Arbitrage : Kristinn Jakobsson |
|  | Rapport                                              |         |               | Spectateurs : 13 154 Arbitrage : Kristinn Jakobsson | Spectateurs : 13 154 Arbitrage : Kristinn Jakobsson |

## Groupe J
| Rang | Équipe          | Pts | J | G | N | P | Bp | Bc | Diff |  | Résultats (▼ dom., ► ext.) |     |     |     |     |
| ---- | --------------- | --- | - | - | - | - | -- | -- | ---- |  | -------------------------- | --- | --- | --- | --- |
| 1    | Schalke 04      | 14  | 6 | 4 | 2 | 0 | 13 | 2  | +11  |  | Schalke 04                 |     | 2-1 | 3-1 | 0-0 |
| 2    | Steaua Bucarest | 8   | 6 | 2 | 2 | 2 | 9  | 11 | -2   |  | Steaua Bucarest            | 0-0 |     | 4-2 | 3-1 |
| 3    | Maccabi Haïfa   | 6   | 6 | 2 | 0 | 4 | 10 | 12 | -2   |  | Maccabi Haïfa              | 0-3 | 5-0 |     | 1-0 |
| 4    | AEK Larnaca     | 5   | 6 | 1 | 2 | 3 | 4  | 11 | -7   |  | AEK Larnaca                | 0-5 | 1-1 | 2-1 |     |

| 1re journée                    | Maccabi Haïfa | 1 - 0   | AEK Larnaca | Stade Ramat Gan, Ramat Gan                    |                                               |
| 15 septembre 2011 21h05 (CEST) | Ghadir 54e    | (0 - 0) | Murillo 82e | Spectateurs : 9 250 Arbitrage : Libor Kovarik | Spectateurs : 9 250 Arbitrage : Libor Kovarik |
| 15 septembre 2011 21h05 (CEST) | Rapport       |         |             | Spectateurs : 9 250 Arbitrage : Libor Kovarik | Spectateurs : 9 250 Arbitrage : Libor Kovarik |

|  | Steaua Bucarest | 0 - 0 | Schalke 04 | Stadionul Naţional, Bucarest                          |
|  |                 |       |            | Spectateurs : 12 390 Arbitrage : Michális Koukoulákis |
|  | Rapport         |       |            |                                                       |

| 2e journée                     | Schalke 04                | 3 - 1   | Maccabi Haïfa | Arena AufSchalke, Gelsenkirchen                  |                                                  |
| 29 septembre 2011 19h00 (CEST) | Fuchs 8e 66e · Jurado 82e | (1 - 1) | Vered 35e     | Spectateurs : 49 070 Arbitrage : Manuel De Sousa | Spectateurs : 49 070 Arbitrage : Manuel De Sousa |
| 29 septembre 2011 19h00 (CEST) | Rapport                   |         |               | Spectateurs : 49 070 Arbitrage : Manuel De Sousa | Spectateurs : 49 070 Arbitrage : Manuel De Sousa |

|  | AEK Larnaca   | 1 - 1   | Steaua Bucarest               | Stade GSP, Nicosie                            |                                               |
|  | Mrdaković 59e | (0 - 0) | Costea 65e · Brandán 79e, 82e | Spectateurs : 4 058 Arbitrage : Mark Courtney | Spectateurs : 4 058 Arbitrage : Mark Courtney |
|  | Rapport       |         |                               | Spectateurs : 4 058 Arbitrage : Mark Courtney | Spectateurs : 4 058 Arbitrage : Mark Courtney |

| 3e journée                   | AEK Larnaca | 0 - 5   | Schalke 04                                                 | Stade GSP, Nicosie                         |                                            |
| 20 octobre 2011 19h00 (CEST) |             | (0 - 3) | Holtby 23e · Huntelaar 35e 88e · Höwedes 40e · Draxler 87e | Spectateurs : 5 344 Arbitrage : Luca Banti | Spectateurs : 5 344 Arbitrage : Luca Banti |
| 20 octobre 2011 19h00 (CEST) | Rapport     |         |                                                            | Spectateurs : 5 344 Arbitrage : Luca Banti | Spectateurs : 5 344 Arbitrage : Luca Banti |

|  | Maccabi Haïfa                                               | 5 - 0   | Steaua Bucarest          | Stade Ramat Gan, Ramat Gan                         |                                                    |
|  | Amashe 10e 20e · Katan 38e (pen.) · Twatiha 72e · Vered 79e | (3 - 0) | Bicfalvi 37e · Iliev 64e | Spectateurs : 12 000 Arbitrage : Daniel Stålhammar | Spectateurs : 12 000 Arbitrage : Daniel Stålhammar |
|  | Rapport                                                     |         |                          | Spectateurs : 12 000 Arbitrage : Daniel Stålhammar | Spectateurs : 12 000 Arbitrage : Daniel Stålhammar |

| 4e journée                  | Schalke 04 | 0 - 0   | AEK Larnaca | Arena AufSchalke, Gelsenkirchen                |                                                |
| 3 novembre 2011 21h05 (CET) |            | (0 - 0) |             | Spectateurs : 52 077 Arbitrage : Hannes Kaasik | Spectateurs : 52 077 Arbitrage : Hannes Kaasik |
| 3 novembre 2011 21h05 (CET) | Rapport    |         |             | Spectateurs : 52 077 Arbitrage : Hannes Kaasik | Spectateurs : 52 077 Arbitrage : Hannes Kaasik |

|  | Steaua Bucarest                             | 4 - 2   | Maccabi Haïfa            | Stadionul Naţional, Bucarest                |                                             |
|  | Tatu 13e · Costea 28e, 61e · Tănase 64e 84e | (2 - 2) | Meshumar 36e · Katan 40e | Spectateurs : 31 233 Arbitrage : Kevin Blom | Spectateurs : 31 233 Arbitrage : Kevin Blom |
|  | Rapport                                     |         |                          | Spectateurs : 31 233 Arbitrage : Kevin Blom | Spectateurs : 31 233 Arbitrage : Kevin Blom |

| 5e journée                    | Schalke 04                  | 2 - 1   | Steaua Bucarest | Arena AufSchalke, Gelsenkirchen                      |                                                      |
| 1er décembre 2011 19h00 (CET) | Papadópoulos 25e · Raúl 57e | (1 - 1) | Rusescu 33e     | Spectateurs : 53 123 Arbitrage : Antonio Mateu Lahoz | Spectateurs : 53 123 Arbitrage : Antonio Mateu Lahoz |
| 1er décembre 2011 19h00 (CET) | Rapport                     |         |                 | Spectateurs : 53 123 Arbitrage : Antonio Mateu Lahoz | Spectateurs : 53 123 Arbitrage : Antonio Mateu Lahoz |

|  | AEK Larnaca              | 2 - 1   | Maccabi Haïfa | Stade GSP, Nicosie                             |                                                |
|  | García 14e · Pintado 51e | (1 - 0) | Buljat 75e    | Spectateurs : 3 132 Arbitrage : Andre Marriner | Spectateurs : 3 132 Arbitrage : Andre Marriner |
|  | Rapport                  |         |               | Spectateurs : 3 132 Arbitrage : Andre Marriner | Spectateurs : 3 132 Arbitrage : Andre Marriner |

| 6e journée                   | Maccabi Haïfa | 0 - 3   | Schalke 04                                  | Stade Ramat Gan, Ramat Gan                     |                                                |
| 14 décembre 2011 21h05 (CET) |               | (0 - 1) | Buljat 7e (csc) · Marica 84e · Wiegel 90+2e | Spectateurs : 11 234 Arbitrage : Fredy Fautrel | Spectateurs : 11 234 Arbitrage : Fredy Fautrel |
| 14 décembre 2011 21h05 (CET) | Rapport       |         |                                             | Spectateurs : 11 234 Arbitrage : Fredy Fautrel | Spectateurs : 11 234 Arbitrage : Fredy Fautrel |

|  | Steaua Bucarest                      | 3 - 1   | AEK Larnaca | Stadionul Naţional, Bucarest                  |                                               |
|  | Rusescu 55e (pen.) · Nikolić 70e 85e | (0 - 0) | Pintado 61e | Spectateurs : 50 051 Arbitrage : Said Ennjimi | Spectateurs : 50 051 Arbitrage : Said Ennjimi |
|  | Rapport                              |         |             | Spectateurs : 50 051 Arbitrage : Said Ennjimi | Spectateurs : 50 051 Arbitrage : Said Ennjimi |

## Groupe K
| Rang | Équipe         | Pts | J | G | N | P | Bp | Bc | Diff |  | Résultats (▼ dom., ► ext.) |     |     |     |     |
| ---- | -------------- | --- | - | - | - | - | -- | -- | ---- |  | -------------------------- | --- | --- | --- | --- |
| 1    | FC Twente      | 13  | 6 | 4 | 1 | 1 | 14 | 7  | +7   |  | FC Twente                  |     | 4-1 | 1-0 | 3-2 |
| 2    | Wisła Cracovie | 9   | 6 | 3 | 0 | 3 | 8  | 13 | -5   |  | Wisła Cracovie             | 2-1 |     | 1-0 | 1-3 |
| 3    | Fulham         | 8   | 6 | 2 | 2 | 2 | 9  | 6  | +3   |  | Fulham                     | 1-1 | 4-1 |     | 2-2 |
| 4    | OB Odense      | 4   | 6 | 1 | 1 | 4 | 9  | 14 | -5   |  | OB Odense                  | 1-4 | 0-2 | 1-2 |     |

| 1re journée                    | Wisła Cracovie | 1 - 3   | OB Odense                            | Stade Henryk Reyman, Cracovie                 |                                               |
| 15 septembre 2011 21h05 (CEST) | Kirm 54e       | (0 - 1) | Johansson 36e · Utaka 80e · Falk 90e | Spectateurs : 12 920 Arbitrage : Sascha Kever | Spectateurs : 12 920 Arbitrage : Sascha Kever |
| 15 septembre 2011 21h05 (CEST) | Rapport        |         |                                      | Spectateurs : 12 920 Arbitrage : Sascha Kever | Spectateurs : 12 920 Arbitrage : Sascha Kever |

|  | Fulham      | 1 - 1   | FC Twente   | Craven Cottage, Londres                         |                                                 |
|  | Johnson 19e | (1 - 1) | de Jong 41e | Spectateurs : 14 110 Arbitrage : Antonio Damato | Spectateurs : 14 110 Arbitrage : Antonio Damato |
|  | Rapport     |         |             | Spectateurs : 14 110 Arbitrage : Antonio Damato | Spectateurs : 14 110 Arbitrage : Antonio Damato |

| 2e journée                     | FC Twente                                   | 4 - 1   | Wisła Cracovie | FC Twente Stadion, Enschede                   |                                               |
| 29 septembre 2011 19h00 (CEST) | De Jong 32e · Janko 45+1e 57e · Janssen 80e | (2 - 1) | Biton 9e       | Spectateurs : 20 000 Arbitrage : Duarte Gomes | Spectateurs : 20 000 Arbitrage : Duarte Gomes |
| 29 septembre 2011 19h00 (CEST) | Rapport                                     |         |                | Spectateurs : 20 000 Arbitrage : Duarte Gomes | Spectateurs : 20 000 Arbitrage : Duarte Gomes |

|  | OB Odense         | 0 - 2   | Fulham          | Odense Stadion, Odense                           |                                                  |
|  | Traoré 70e, 90+1e | (0 - 1) | Johnson 36e 88e | Spectateurs : 7 969 Arbitrage : Maksim Layushkin | Spectateurs : 7 969 Arbitrage : Maksim Layushkin |
|  | Rapport           |         |                 | Spectateurs : 7 969 Arbitrage : Maksim Layushkin | Spectateurs : 7 969 Arbitrage : Maksim Layushkin |

| 3e journée                   | OB Odense | 1 - 4   | FC Twente                                          | Odense Stadion, Odense                                   |                                                          |
| 20 octobre 2011 19h00 (CEST) | Fall 71e  | (0 - 2) | Brama 13e · Bajrami 31e · Chadli 65e · De Jong 82e | Spectateurs : 8 036 Arbitrage : David Fernández Borbalán | Spectateurs : 8 036 Arbitrage : David Fernández Borbalán |
| 20 octobre 2011 19h00 (CEST) | Rapport   |         |                                                    | Spectateurs : 8 036 Arbitrage : David Fernández Borbalán | Spectateurs : 8 036 Arbitrage : David Fernández Borbalán |

|  | Wisła Cracovie              | 1 - 0   | Fulham      | Stade Henryk Reyman, Cracovie                   |                                                 |
|  | Biton 60e · Chávez 27e, 87e | (0 - 0) | Dembélé 29e | Spectateurs : 16 377 Arbitrage : Martin Hansson | Spectateurs : 16 377 Arbitrage : Martin Hansson |
|  | Rapport                     |         |             | Spectateurs : 16 377 Arbitrage : Martin Hansson | Spectateurs : 16 377 Arbitrage : Martin Hansson |

| 4e journée                  | FC Twente                                | 3 - 2   | OB Odense    | FC Twente Stadion, Enschede                          |                                                      |
| 3 novembre 2011 21h05 (CET) | Høegh 35e (csc) · Landzaat 37e · Fer 82e | (2 - 1) | Fall 11e 62e | Spectateurs : 20 000 Arbitrage : Ovidiu Alin Hategan | Spectateurs : 20 000 Arbitrage : Ovidiu Alin Hategan |
| 3 novembre 2011 21h05 (CET) | Rapport                                  |         |              | Spectateurs : 20 000 Arbitrage : Ovidiu Alin Hategan | Spectateurs : 20 000 Arbitrage : Ovidiu Alin Hategan |

|  | Fulham                                  | 4 - 1   | Wisła Cracovie | Craven Cottage, Londres                        |                                                |
|  | Duff 5e · Johnson 30e 57e · Sidwell 79e | (2 - 1) | Kirm 9e        | Spectateurs : 20 319 Arbitrage : Halis Özkahya | Spectateurs : 20 319 Arbitrage : Halis Özkahya |
|  | Rapport                                 |         |                | Spectateurs : 20 319 Arbitrage : Halis Özkahya | Spectateurs : 20 319 Arbitrage : Halis Özkahya |

| 5e journée                    | OB Odense  | 1 - 2   | Wisła Cracovie          | Odense Stadion, Odense                          |                                                 |
| 1er décembre 2011 19h00 (CET) | Jensen 51e | (0 - 2) | Biton 20e · Małecki 28e | Spectateurs : 5 824 Arbitrage : Laurent Duhamel | Spectateurs : 5 824 Arbitrage : Laurent Duhamel |
| 1er décembre 2011 19h00 (CET) | Rapport    |         |                         | Spectateurs : 5 824 Arbitrage : Laurent Duhamel | Spectateurs : 5 824 Arbitrage : Laurent Duhamel |

|  | FC Twente | 1 - 0   | Fulham             | FC Twente Stadion, Enschede                       |                                                   |
|  | Janko 89e | (0 - 0) | Johnson 63e, 90+2e | Spectateurs : 25 250 Arbitrage : Marijo Strahonja | Spectateurs : 25 250 Arbitrage : Marijo Strahonja |
|  | Rapport   |         |                    | Spectateurs : 25 250 Arbitrage : Marijo Strahonja | Spectateurs : 25 250 Arbitrage : Marijo Strahonja |

| 6e journée                   | Wisła Cracovie           | 2 - 1   | FC Twente   | Stade Henryk Reyman, Cracovie                         |                                                       |
| 14 décembre 2011 21h05 (CET) | Garguła 12e · Genkov 47e | (1 - 1) | de Jong 39e | Spectateurs : 15 500 Arbitrage : Vladislav Bezborodov | Spectateurs : 15 500 Arbitrage : Vladislav Bezborodov |
| 14 décembre 2011 21h05 (CET) | Rapport                  |         |             | Spectateurs : 15 500 Arbitrage : Vladislav Bezborodov | Spectateurs : 15 500 Arbitrage : Vladislav Bezborodov |

|  | Fulham                 | 2 - 2   | OB Odense                  | Craven Cottage, Londres                     |                                             |
|  | Dempsey 27e · Frei 32e | (2 - 0) | Andreasen 64e · Fall 90+3e | Spectateurs : 15 757 Arbitrage : Alon Yefet | Spectateurs : 15 757 Arbitrage : Alon Yefet |
|  | Rapport                |         |                            | Spectateurs : 15 757 Arbitrage : Alon Yefet | Spectateurs : 15 757 Arbitrage : Alon Yefet |

## Groupe L
| Rang | Équipe           | Pts | J | G | N | P | Bp | Bc | Diff |  | Résultats (▼ dom., ► ext.) |     |     |     |     |
| ---- | ---------------- | --- | - | - | - | - | -- | -- | ---- |  | -------------------------- | --- | --- | --- | --- |
| 1    | RSC Anderlecht   | 18  | 6 | 6 | 0 | 0 | 18 | 5  | +13  |  | RSC Anderlecht             |     | 5-3 | 3-0 | 4-1 |
| 2    | Lokomotiv Moscou | 12  | 6 | 4 | 0 | 2 | 14 | 11 | +3   |  | Lokomotiv Moscou           | 0-2 |     | 3-1 | 3-1 |
| 3    | AEK Athènes      | 3   | 6 | 1 | 0 | 5 | 8  | 15 | -7   |  | AEK Athènes                | 1-2 | 1-3 |     | 1-2 |
| 4    | Sturm Graz       | 3   | 6 | 1 | 0 | 5 | 5  | 14 | -9   |  | Sturm Graz                 | 0-2 | 1-2 | 1-3 |     |

| 1re journée                    | Sturm Graz  | 1 - 2   | Lokomotiv Moscou         | Stadion Graz-Liebenau, Graz                   |                                               |
| 15 septembre 2011 21h05 (CEST) | Szabics 14e | (1 - 2) | Obinna 28e · Sytchev 29e | Spectateurs : 13 356 Arbitrage : Bruno Paixão | Spectateurs : 13 356 Arbitrage : Bruno Paixão |
| 15 septembre 2011 21h05 (CEST) | Rapport     |         |                          | Spectateurs : 13 356 Arbitrage : Bruno Paixão | Spectateurs : 13 356 Arbitrage : Bruno Paixão |

|  | RSC Anderlecht                     | 4 - 1   | AEK Athènes                     | Stade Constant Vanden Stock, Bruxelles             |                                                    |
|  | Suárez 16e 40e 84e · Jovanović 33e | (3 - 1) | Leonardo 36e · Manolas 58e, 77e | Spectateurs : 11 480 Arbitrage : Carlos Cloz Gomes | Spectateurs : 11 480 Arbitrage : Carlos Cloz Gomes |
|  | Rapport                            |         |                                 | Spectateurs : 11 480 Arbitrage : Carlos Cloz Gomes | Spectateurs : 11 480 Arbitrage : Carlos Cloz Gomes |

| 2e journée                     | Lokomotiv Moscou | 0 - 2   | RSC Anderlecht           | Stade Lokomotiv, Moscou                    |                                            |
| 29 septembre 2011 18h00 (CEST) |                  | (0 - 1) | Suárez 11e · Mbokani 71e | Spectateurs : 11 485 Arbitrage : Matej Jug | Spectateurs : 11 485 Arbitrage : Matej Jug |
| 29 septembre 2011 18h00 (CEST) | Rapport          |         |                          | Spectateurs : 11 485 Arbitrage : Matej Jug | Spectateurs : 11 485 Arbitrage : Matej Jug |

|              | AEK Athènes                           | 1 - 2   | Sturm Graz                   | Stade olympique, Athènes                     |                                              |
| 19h00 (CEST) | Standfest 50e (csc) · Dellas 49e, 53e | (0 - 0) | Burgstaller 87e · Haas 90+2e | Spectateurs : 10 074 Arbitrage : Lee Probert | Spectateurs : 10 074 Arbitrage : Lee Probert |
| 19h00 (CEST) | Rapport                               |         |                              | Spectateurs : 10 074 Arbitrage : Lee Probert | Spectateurs : 10 074 Arbitrage : Lee Probert |

| 3e journée                   | Lokomotiv Moscou                      | 3 - 1   | AEK Athènes | Stade Lokomotiv, Moscou                        |                                                |
| 20 octobre 2011 18h00 (CEST) | Sychev 47e 71e (pen.) · Caicedo 90+3e | (0 - 0) | Sialmas 89e | Spectateurs : 8 279 Arbitrage : Pol van Boekel | Spectateurs : 8 279 Arbitrage : Pol van Boekel |
| 20 octobre 2011 18h00 (CEST) | Rapport                               |         |             | Spectateurs : 8 279 Arbitrage : Pol van Boekel | Spectateurs : 8 279 Arbitrage : Pol van Boekel |

|              | Sturm Graz           | 0 - 2   | RSC Anderlecht          | Stadion Graz-Liebenau, Graz                 |                                             |
| 19h00 (CEST) | Burgstaller 19e, 67e | (0 - 0) | Gillet 66e · Suárez 75e | Spectateurs : 14 297 Arbitrage : Alan Kelly | Spectateurs : 14 297 Arbitrage : Alan Kelly |
| 19h00 (CEST) | Rapport              |         |                         | Spectateurs : 14 297 Arbitrage : Alan Kelly | Spectateurs : 14 297 Arbitrage : Alan Kelly |

| 4e journée                  | AEK Athènes         | 1 - 3   | Lokomotiv Moscou                          | Stade olympique, Athènes                       |                                                |
| 3 novembre 2011 21h05 (CET) | Leonardo 60e (pen.) | (0 - 0) | Glushakov 50e · Maicon 72e · Ignatyev 80e | Spectateurs : 4 042 Arbitrage : William Collum | Spectateurs : 4 042 Arbitrage : William Collum |
| 3 novembre 2011 21h05 (CET) | Rapport             |         |                                           | Spectateurs : 4 042 Arbitrage : William Collum | Spectateurs : 4 042 Arbitrage : William Collum |

|  | RSC Anderlecht                          | 3 - 0   | Sturm Graz         | Stade Constant Vanden Stock, Bruxelles          |                                                 |
|  | Gillet 23e · Suárez 74e · de Sutter 81e | (1 - 0) | Feldhofer 44e, 58e | Spectateurs : 15 460 Arbitrage : Menashe Masiah | Spectateurs : 15 460 Arbitrage : Menashe Masiah |
|  | Rapport                                 |         |                    | Spectateurs : 15 460 Arbitrage : Menashe Masiah | Spectateurs : 15 460 Arbitrage : Menashe Masiah |

| 5e journée                    | Lokomotiv Moscou                               | 3 - 1   | Sturm Graz | Stade Lokomotiv, Moscou                        |                                                |
| 1er décembre 2011 18h00 (CET) | Maicon 62e · Sychev 72e (pen.) · Glushakov 89e | (0 - 0) | Kainz 63e  | Spectateurs : 12 423 Arbitrage : Deniz Aytekin | Spectateurs : 12 423 Arbitrage : Deniz Aytekin |
| 1er décembre 2011 18h00 (CET) | Rapport                                        |         |            | Spectateurs : 12 423 Arbitrage : Deniz Aytekin | Spectateurs : 12 423 Arbitrage : Deniz Aytekin |

|             | AEK Athènes | 1 - 2   | RSC Anderlecht | Stade olympique, Athènes                     |                                              |
| 19h00 (CET) | Sialmas 19e | (1 - 2) | Gillet 4e 36e  | Spectateurs : 3 703 Arbitrage : Robert Malek | Spectateurs : 3 703 Arbitrage : Robert Malek |
| 19h00 (CET) | Rapport     |         |                | Spectateurs : 3 703 Arbitrage : Robert Malek | Spectateurs : 3 703 Arbitrage : Robert Malek |

| 6e journée                   | Sturm Graz | 1 - 3   | AEK Athènes                              | Stadion Graz-Liebenau, Graz                        |                                                    |
| 14 décembre 2011 21h05 (CET) | Kainz 59e  | (0 - 2) | Manolas 10e · Burns 43e · Klonaridis 77e | Spectateurs : 13 681 Arbitrage : Alexandru Deaconu | Spectateurs : 13 681 Arbitrage : Alexandru Deaconu |
| 14 décembre 2011 21h05 (CET) | Rapport    |         |                                          | Spectateurs : 13 681 Arbitrage : Alexandru Deaconu | Spectateurs : 13 681 Arbitrage : Alexandru Deaconu |

|  | RSC Anderlecht                                                         | 5 - 3   | Lokomotiv Moscou                                         | Stade Constant Vanden Stock, Bruxelles      |                                             |
|  | Kljestan 33e · Fernando 39e · Wasilewski 57e · Suárez 61e · Gillet 78e | (2 - 1) | Ignatyev 21e · Sychev 69e (pen.) 89e · Ivanov 45+2e, 83e | Spectateurs : 14 609 Arbitrage : Ivan Bebek | Spectateurs : 14 609 Arbitrage : Ivan Bebek |
|  | Rapport                                                                |         |                                                          | Spectateurs : 14 609 Arbitrage : Ivan Bebek | Spectateurs : 14 609 Arbitrage : Ivan Bebek |